# Nations de Bruxelles

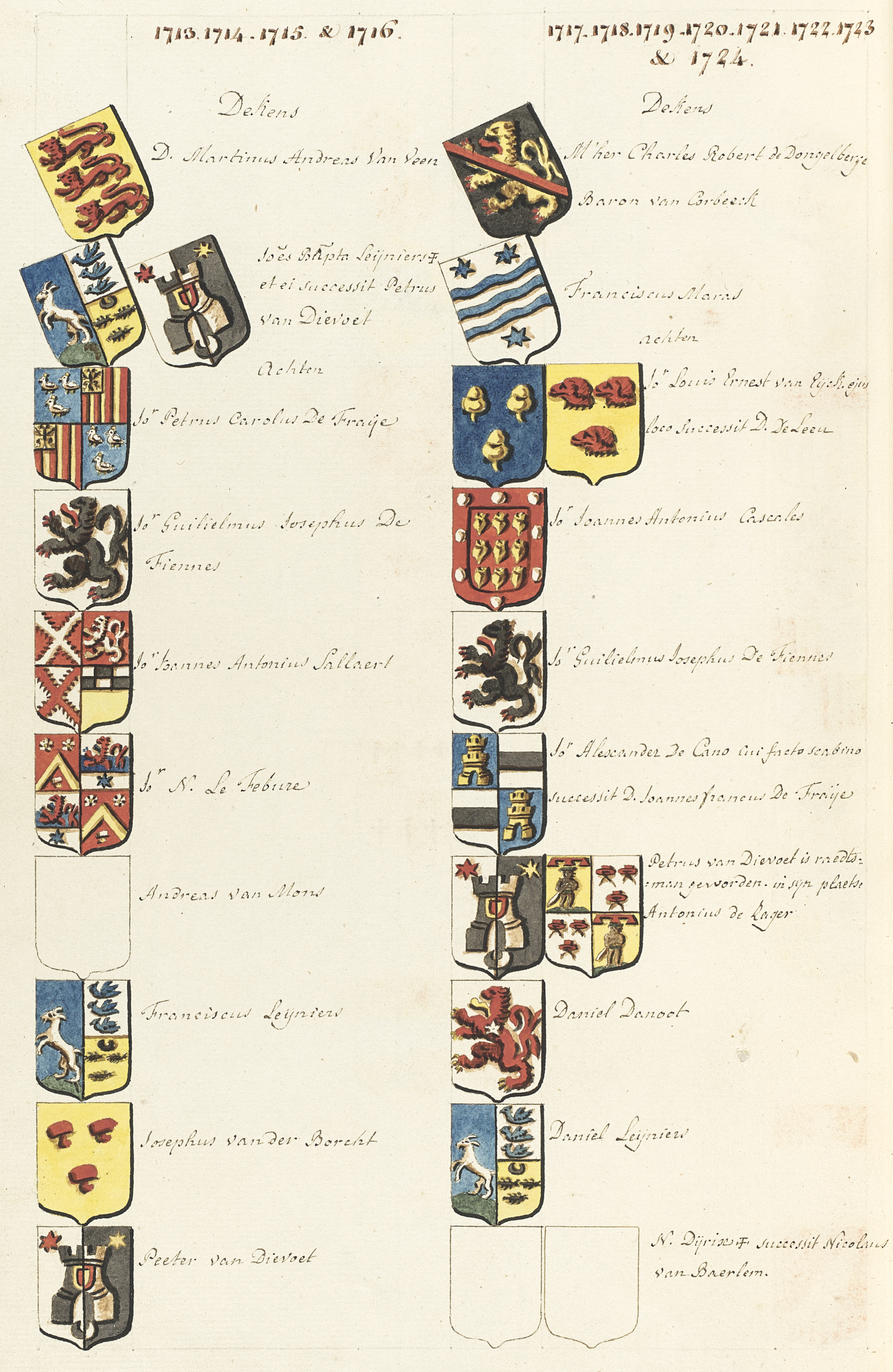
Armorial de la Gilde Drapière (1713-1724).

Les Neuf Nations de Bruxelles (en néerlandais : Negen Naties van Brussel) sont un organisme de droit urbain bruxellois au sein duquel étaient choisis une partie du magistrat de la Ville à partir de 1421, à savoir, entre autres, le Second Bourgmestre, six Conseillers (chargés comme les échevins de l'exécutif), une partie des Maîtres ou Proviseurs de la Suprême Charité, etc.
Auparavant les dix membres de la Gilde Drapière, ou Tribunal de la draperie, qui était à la fois un tribunal et une chambre de commerce, à savoir les deux Doyens et les Huit assesseurs (en néerlandais : Acht), étaient tous choisis parmi les Lignages de Bruxelles. Après la révolte de 1421, les Nations purent élire le Second Doyen et quatre assesseurs les Huit (en latin : Octovir).
Les membres des Nations étaient élus parmi les Doyens des 49 corporations privilégiées de la Ville.
Ces neuf Nations étaient la Nation de Notre Dame, de Saint Gilles, de Saint Laurent, de Saint Géry, de Saint Jean, de Saint Christophe, de Saint Jacques, de Saint Pierre et de Saint Nicolas.

## Un pouvoir bourgeois
Loin d'être un pouvoir démocratique ou populaire, les membres des Nations étaient les représentants les plus importants du pouvoir économique de leur époque et d'ailleurs dans la plupart des villes européennes sans privilège lignager, ils appartenaient à cette classe sociale appelée patricienne qui dirigeait les villes. Il est donc inexact d'appeler « plébéiens » les représentants des Nations, en transposant une notion tirée de l'histoire romaine, et employant un mot tout à fait étranger des institutions bruxelloises. Les vrais plébéiens étaient les inhabitants (ingesetene) n'ayant pas la qualité de « bourgeois de Bruxelles ».

## Deux pouvoirs antinomiques à Bruxelles: Lignages et Nations
Le partage du pouvoir avec les Lignages de Bruxelles n'existe que depuis la révolte de 1421 et ne s'est pas fait sans terribles combats, ces derniers n'entendant pas partager leur domination sans coup férir.
Déjà en 1306 eut lieu une sanglante révolte des Métiers (en néerlandais : Ambachten) qui avaient contraint les gens des Lignages (Geslachten) à se réfugier dans la forteresse de Tervuren. Mais le duc de Brabant ayant pris fait et cause pour les Lignages, ceux-ci purent entreprendre une contre offensive contre les Métiers qui furent vaincus près de Vilvorde en 1306.
Ce fut alors une période de domination absolue des Lignages qui dura plus d'un siècle, les chefs des Métiers affaiblis n'osant plus broncher. Cette période fut en contrepartie une grande époque de développement économique de la ville. La paix civile était également provoquée par les graves menaces extérieures que l'ambition des comtes de Flandre, faisant officiellement partie du royaume de France, faisaient peser sur Bruxelles, terre d'Empire. La ville fut ainsi occupée par les troupes du comte de Flandre en 1356. Mais Éverard t'Serclaes, du Lignage Sleeuws, à la tête d'une troupe de jeunes Lignagers bouta l'envahisseur hors de la ville.
L'attitude des gens de métiers qui furent solidaires des Lignages contre l'ennemi extérieur démontra qu'ils pouvaient mériter la confiance des Lignages et du Magistrat de Bruxelles et qu'ils étaient mûrs pour un futur partage du pouvoir.
C'est ainsi que dès 1356 et 1357, en récompense de leur attitude patriotique, des tisserands et des foulons furent choisis parmi les échevins, et que dès 1359 des membres des métiers purent participer avec les Lignages au contrôle des comptes des receveurs. Les membres des Métiers purent également se regrouper en corporations et en 1368 un tribunal des Apaiseurs fut créé, composé de quatre Lignagers et quatre gens des Métiers.
Cette période de paix intérieure florissante vit en 1402 le début de la construction de l'hôtel de ville et l'épanouissement des arts de la paix : tapisserie, peinture et le début de l'École de sculpture bruxelloise.
Et pourtant, cette période de tranquillité fut à nouveau troublée par des luttes internes. Comme c'est souvent le cas, c'est de la tête que partit tout le mal qui affecta le corps.

## Arrivée au pouvoir des Nations de Bruxelles et partage avec les Lignages de Bruxelles
Le duc Jean IV de Brabant, que les chroniqueurs présentent comme un prince faible et tout entier adonné au plaisir, était dominé par sa femme, une bavaroise décrite comme arrogante, Jacqueline de Bavière. Elle était à ce point détestée qu'un jour le maître d'hôtel du duc, Everard t'Serclaes, refusa de lui servir à table ainsi qu'à ses dames de compagnie hollandaises les portions qu'elles voulaient. Offensée elle quitta Bruxelles, et son mari, le faible Jean IV, la suivit en exil. Mal lui en prit, car Philippe de Saint-Pol, frère du duc, s'empara du pouvoir en tant que « Ruward du Brabant » en 1420 et fut plébiscité par les Métiers.
Les toujours redoutables Lignages quant à eux, fidèles à la légitimité prirent le parti de Jean IV, et firent un retour en force à Bruxelles avec une troupe de 1500 cavaliers le 26 janvier 1421. Les métiers pleins de colère s'emparèrent de la Grand-Place, assiègèrent l'Hôtel de Ville, massacrèrent cinq membres des Lignages (dont Éverard, fils du héros Éverard t'Serclaes) et en torturèrent vingt-et-un autres.
Pour faire renaître la paix, Philippe de Saint-Pol, promulgua son édit du 11 février 1421, qui fut approuvé par le duc Jean IV le 15 juillet suivant : désormais le pouvoir serait partagé entre Lignages et Nations représentants le pouvoir économique de la ville parallèlement au pouvoir traditionnel des Lignages, possesseurs du sol et des libres alleux bruxellois. Jusqu'à la fin de l'Ancien Régime, les Nations élurent désormais presque la moitié du magistrat, toutefois le nombre de représentants des Lignage y resta supérieur, leur conférant ainsi une majorité.

## Métiers composant les Nations de Bruxelles
Les neuf Nations regroupaient les 49 métiers reconnus,. Nous y ajoutons leurs noms officiels en néerlandais tels qu'ils étaient restés en usage du Moyen Âge jusqu'à leur suppression.
- La Nation de Notre Dame (Onse Lieve Vrouwe Natie), comprenant quatre métiers :
  - les bouchers (beenhouwers),
  - les marchands de poisson salé (gesouten vischvercoopers),
  - les légumiers, scieurs de long et plafonneurs (bourkoisen ende sagers, pleckers),
  - les orfèvres (goudt ende silversmeden).

- La Nation de Saint Gilles (Sinte Gielis Natie), comprenant six métiers :
  - les merciers (meerslieden) divisés entre grands merciers ou marchands de soiries et les petits merciers ou étoffeurs, les boutonniers, les cordiers ou marchands d'épices, les teinturiers en bleu, les marchands de chocolat, et depuis 1715 les marchands de thé ou de café.
  - les graissiers (vettewariers),
  - les bateliers (schippers),
  - les fruitiers (fruyteniers),
  - les étainiers et plombiers (ten ende lootgieters),
  - les marchands de poisson de rivière (groenvisschers).

- La Nation de Saint Laurent (Sinte Lauwreys Natie), comprenant cinq métiers :
  - les drapiers (lakenmakers),
  - les blanchisseurs (blyckers),
  - les chapeliers (hoedemaeckers)[4], auxquels s'adjoignirent dès 1737, les brandeviniers ou distillateurs.
  - les foulons (volders),
  - les tisserands en lin (lynewevers),
  - les tapissiers (tapissiers).

- La Nation de Saint Géry (Sinte Guericx Natie), comprenant cinq métiers :
  - les tailleurs (cleermaeckers),
  - les chaussetiers et marchands de drap en détail(laeken en causmaeckers),
  - les pelletiers, fourreurs, brodeurs (depuis 1581 ou 1585), fabricants de camelots (peltiers ende voedereers, borduerwerckers en grynwerckers),
  - les fripiers (oude cleervercoopers),
  - les chirurgiens et barbiers (chirursyns ende barbiers)

- La Nation de Saint Jean (Sinte Jans Natie), comprenant sept métiers :
  - les forgerons (groffsmeden),auxquels étaient joints les ferblantiers (yserwitwerckers) et maréchaux ferrants (hoeffsmeden),
  - les tuiliers (pannemaeckers), auxquels furent adjoints les chaudronniers et les batteurs de cuivre.
  - les couteliers, fractionnés en quatre parties qui eurent leur doyen spécial, les fabricants de longs couteaux (langemesmaeckers), les fabricants de petits couteaux (cortemesmaeckers), les fabricants de voiles (seelmaeckers ou zeeldraeyers), les custodimaeckers et les scheedemaeckers comprenant les potiers (eerdepotmaeckers), les horlogers (horemaeckers) et les fabricants de retables (tafelmaeckers)
  - les serruriers (slootmaeckers),
  - les peintres, batteurs d'or et vitriers (schilders, goutslaegers ende gelaesmaeckers),
  - les selliers et harnacheurs ou bourreliers (saedel ende goreelmaeckers),
  - les tourneurs, menuisiers en blanc, plafonneurs ou badigeonneurs, couvreurs en chaume et vanniers(drayers, mandemaeckers, witwerckers, pleckers ende stroydeckers)

- La Nation de Saint Christophe (Sinte Christoffels Natie), placée sous le contrôle de la Lakengulde, comprenait quatre métiers :
  - les teinturiers (ververs),
  - les tondeurs de draps (drooghscheerders),
  - les passementiers (passementmaeckers) et rubanniers,
  - les faiseurs de chaises en cuir d'Espagne (spaenscheleer stoelmaeckers), corporation créée le 14 juin 1609 et séparée alors des ébénistes. En 1754, on lui adjoignit les perruquiers, artisans dont l'industrie avait pris beaucoup de développement au XVIIe siècle)[5].

- La Nation de Saint Jacques (Sinte Jacobs Natie), comprenait sept métiers :
  - les boulangers (brootmaeckers),
  - les meuniers (molders),
  - les brasseurs (brieders),
  - les tonneliers (cuypers),
  - les ébénistes (schryn ende ebbenhout werckers), auxquels furent adjoint en 1700, les apothicaires, en 1702, les marchands de toile et de linge, en 1705, les blancboitiers ou menuisiers en bois blanc.
  - les couvreurs en tuile (ticheldeckers),
  - les marchands de vin (wyntaverniers).

- La Nation de Saint Pierre (Sinte Peeters Natie), comprenant cinq métiers :
  - les gantiers (tes ende handtschoenmaeckers),
  - les tanneurs (huyvetters),
  - les ceinturonniers (riemmaeckers), auxquels s'adjoignaient les blancs-ferriers et les batteurs de cuivre.
  - les cordonniers et corroyeurs (nieuwe schoenmaeckers ende leertouwers),
  - les savetiers (oude schoenmaeckers).

- La Nation de Saint Nicolas (Sinte Nicolaes Natie), comprenant cinq métiers :
  - les armuriers et les fourbisseurs (helmslaegers ende spaeders),
  - les regrattiers, les éperonniers et les doreurs (lormeniers, spoermaeckers ende vergulders),
  - les fabricants d'arquebuses ou arquebusiers (busmaeckers),
  - le métier des Quatre Couronnés (tailleurs de pierre, maçons, sculpteurs et ardoisiers) (steenhouwers, metsers, beelthouwers ende schailliedeckers)[6] ,
  - les charpentiers, charrons et fabricants de moulins (timmerlieden, raedemaeckers ende molenslaegers).

### Privilège des bouchers de Bruxelles
Les maîtres bouchers revendiquaient le privilège du sang. Ainsi, selon eux, seul celui qui était issu du sang de boucher pouvait entrer dans les rangs de la maîtrise. Le fait qu'en droit, l'étal — à utiliser obligatoirement — à la boucherie était, pour le boucher, sa véritable propriété, qu'il pouvait vendre, louer, léguer, donner, etc., a bien sûr contribué à cette revendication du caractère héréditaire de cette profession. Mais ce privilège de l'hérédité fut l'objet d'un long débat, qui avait commencé lorsque le duc Philippe le Bon accorda aux bouchers bruxellois le privilège convoité le 31 juillet 1446. Le Magistrat de la ville s'opposa à un tel privilège accordé par le duc, ce qui entraîna bien des querelles, qui furent même sanglantes. Cependant, Charles-Quint confirma ce privilège le 2 mars 1519. C'est ainsi que l'article 207 des Coutumes de Bruxelles disposait ce qui suit : Un chacun peut être admis aux métiers, à l'exception du métier des bouchers, où, en vertu d'un privilège spécial, personne n'est admis, s'il n'est du sang..

## Armorial

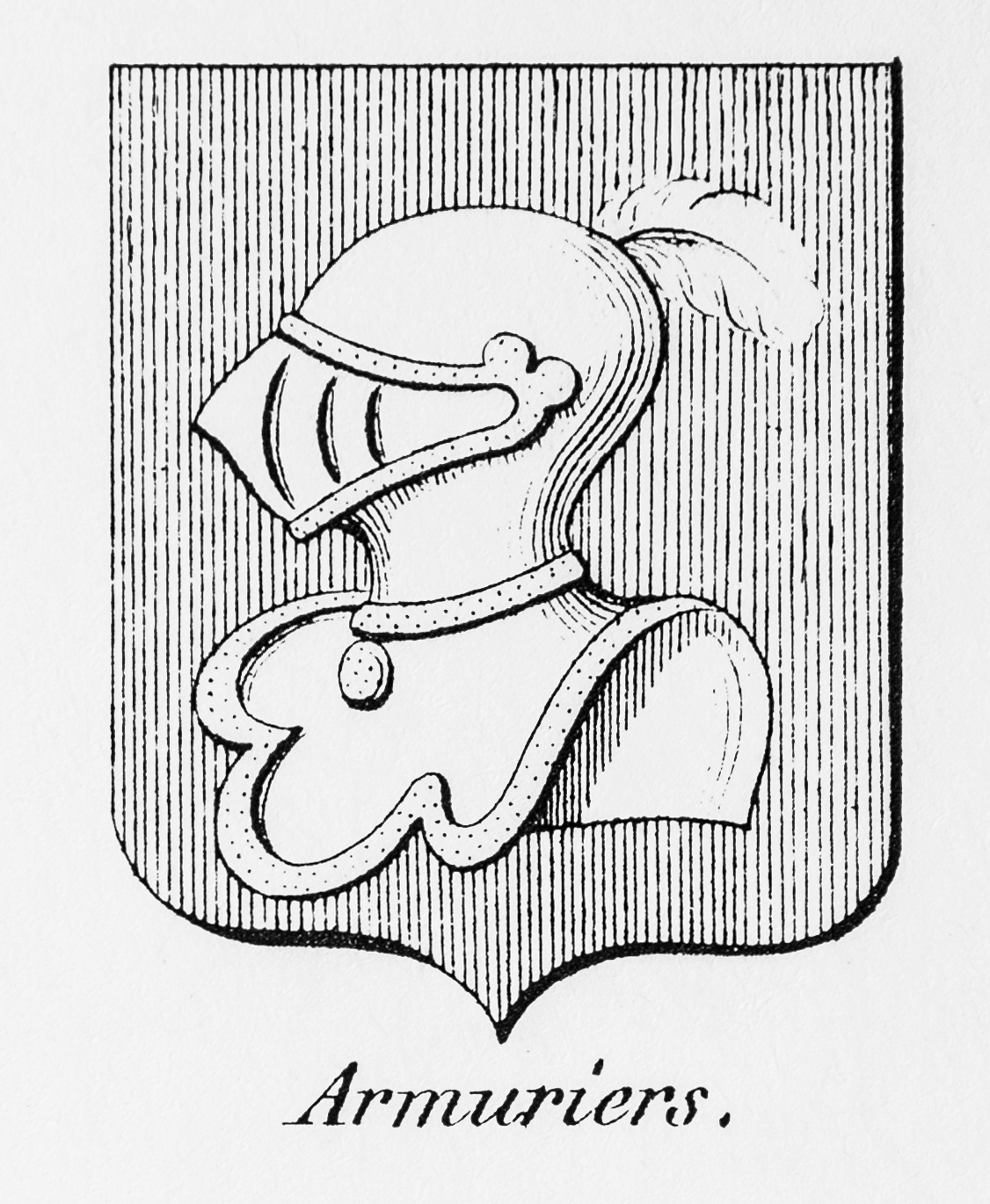
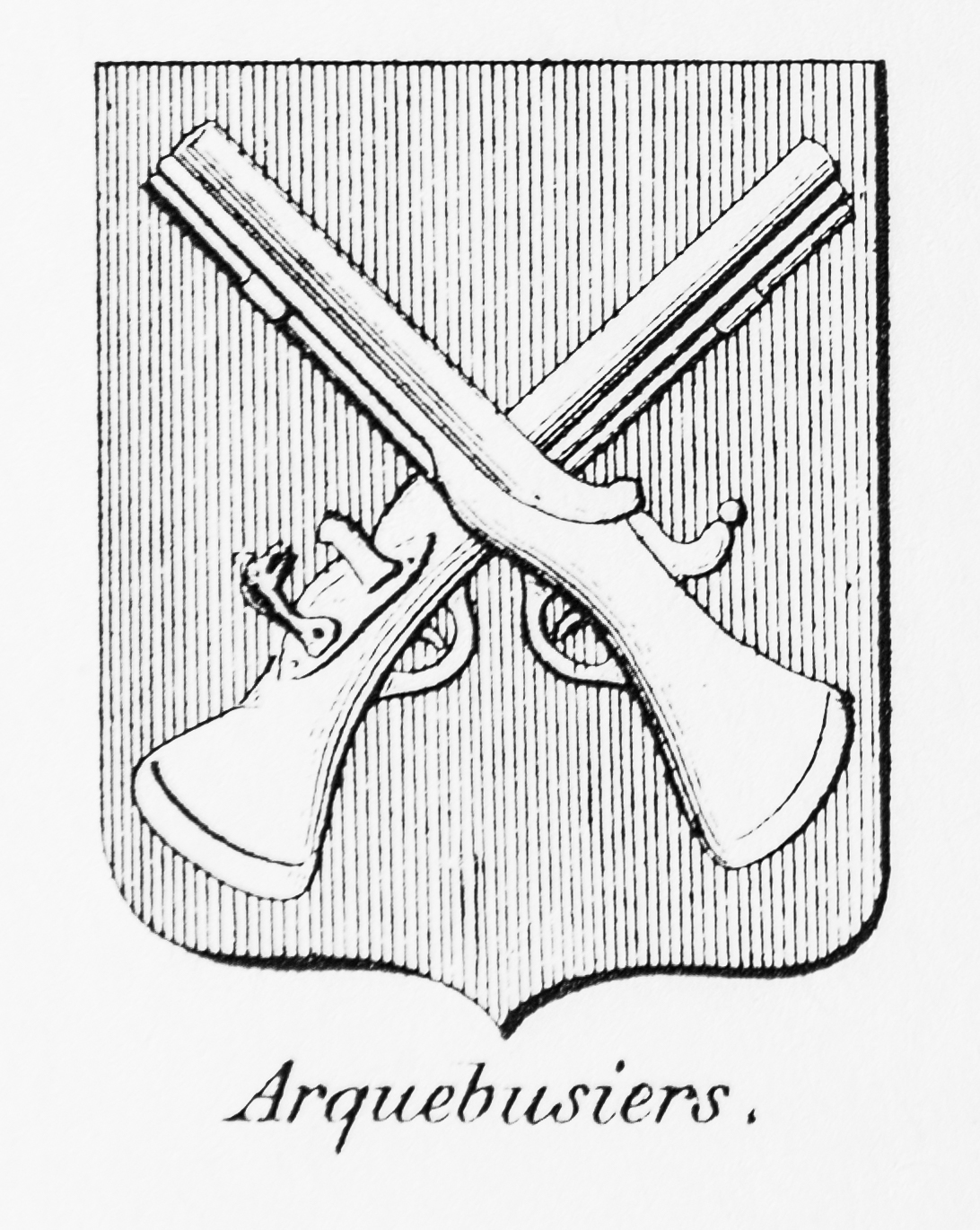
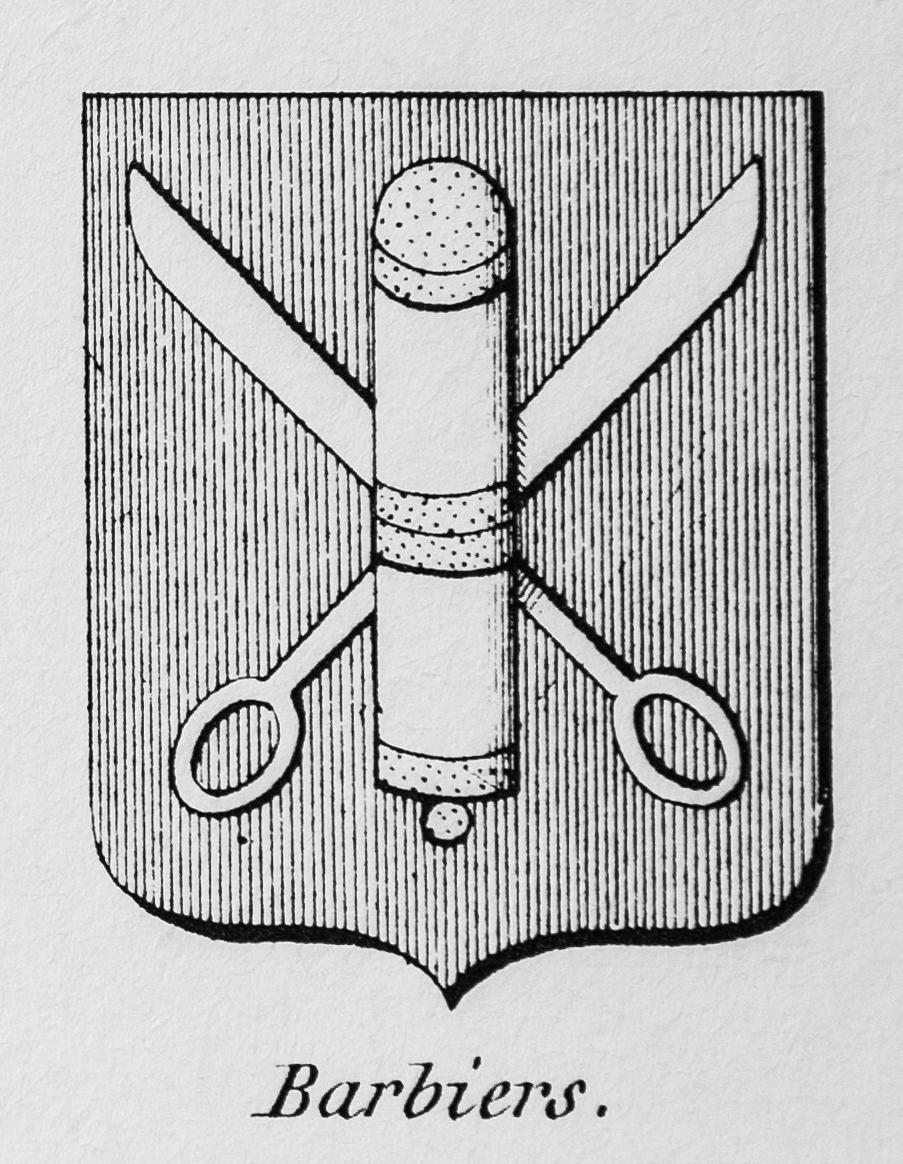
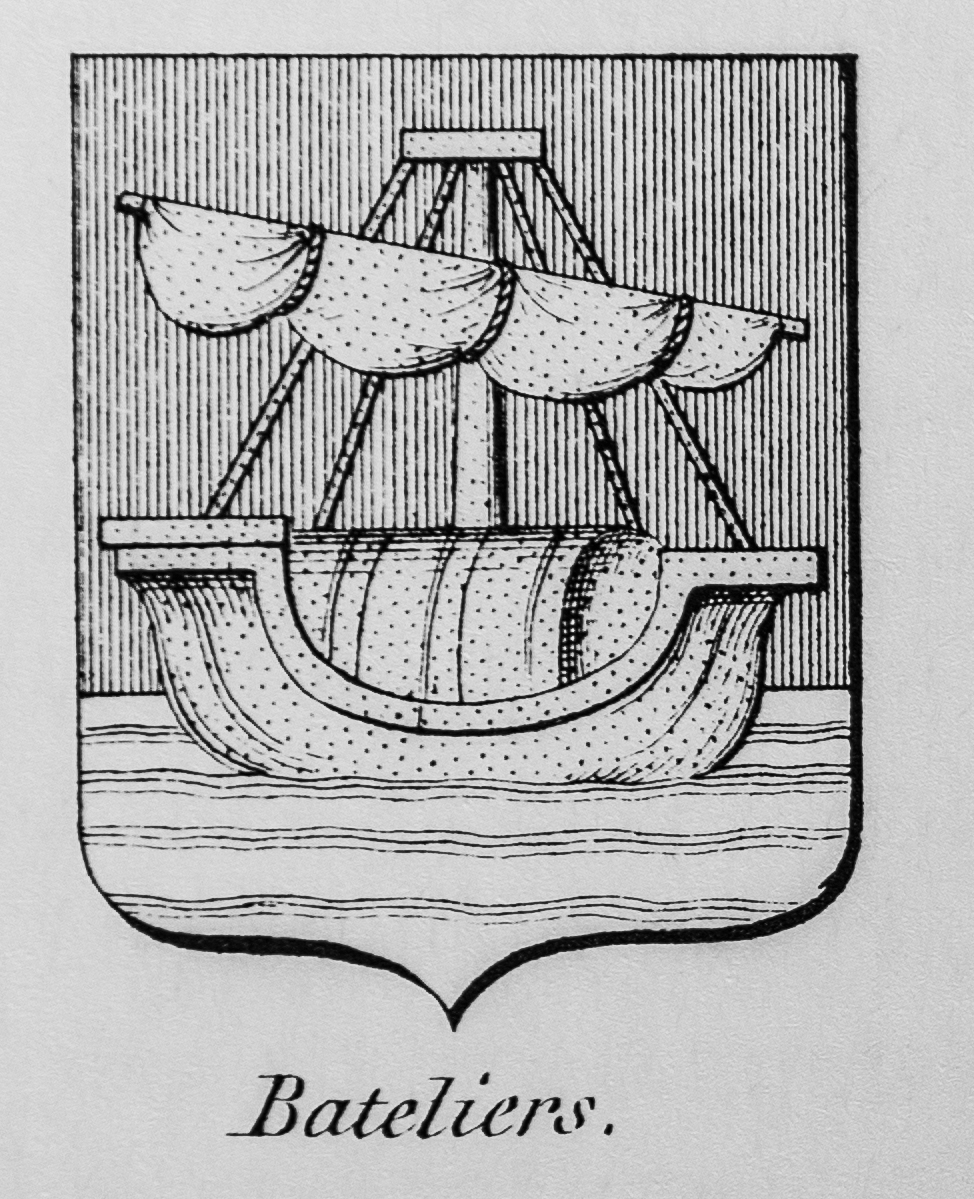
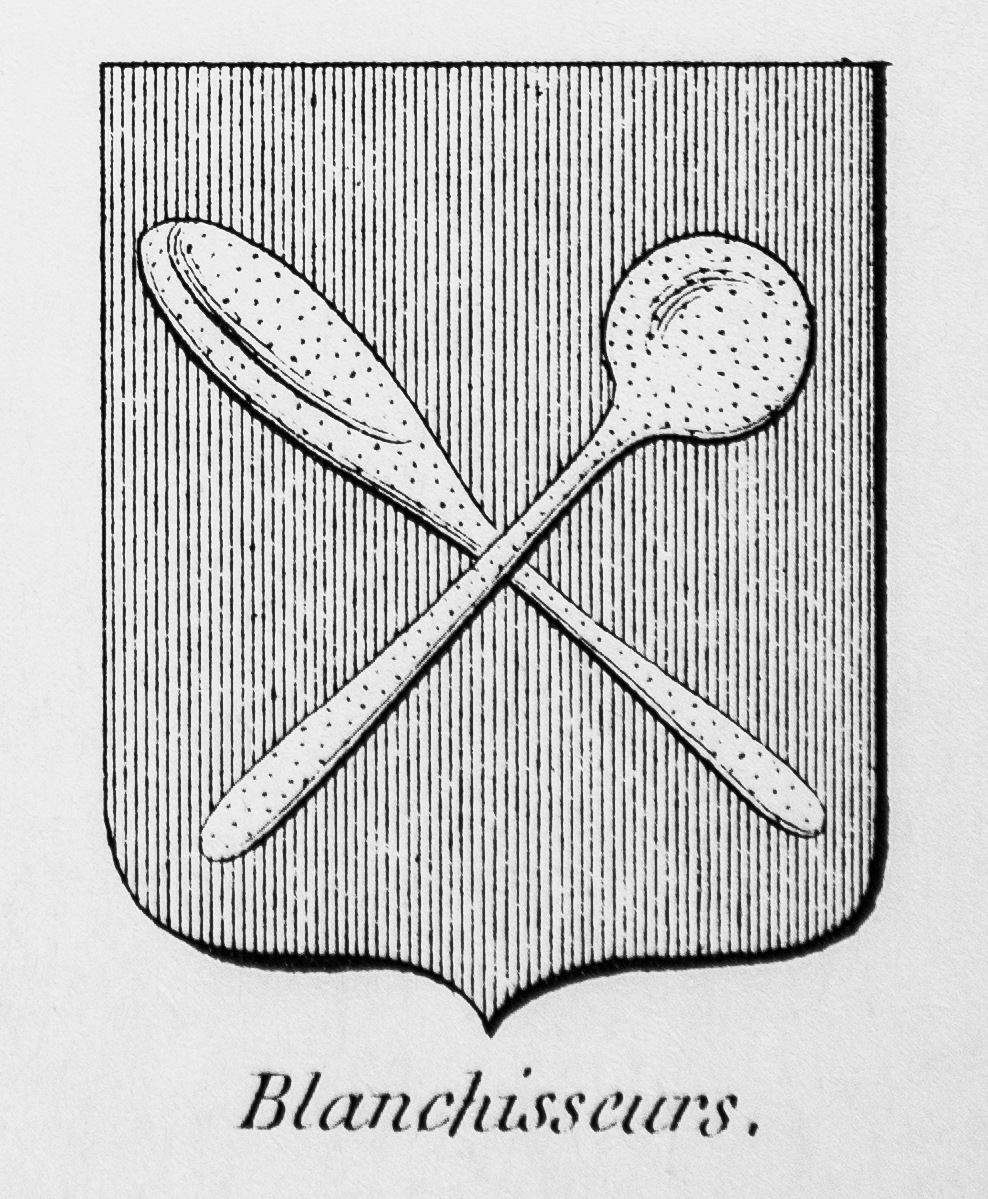
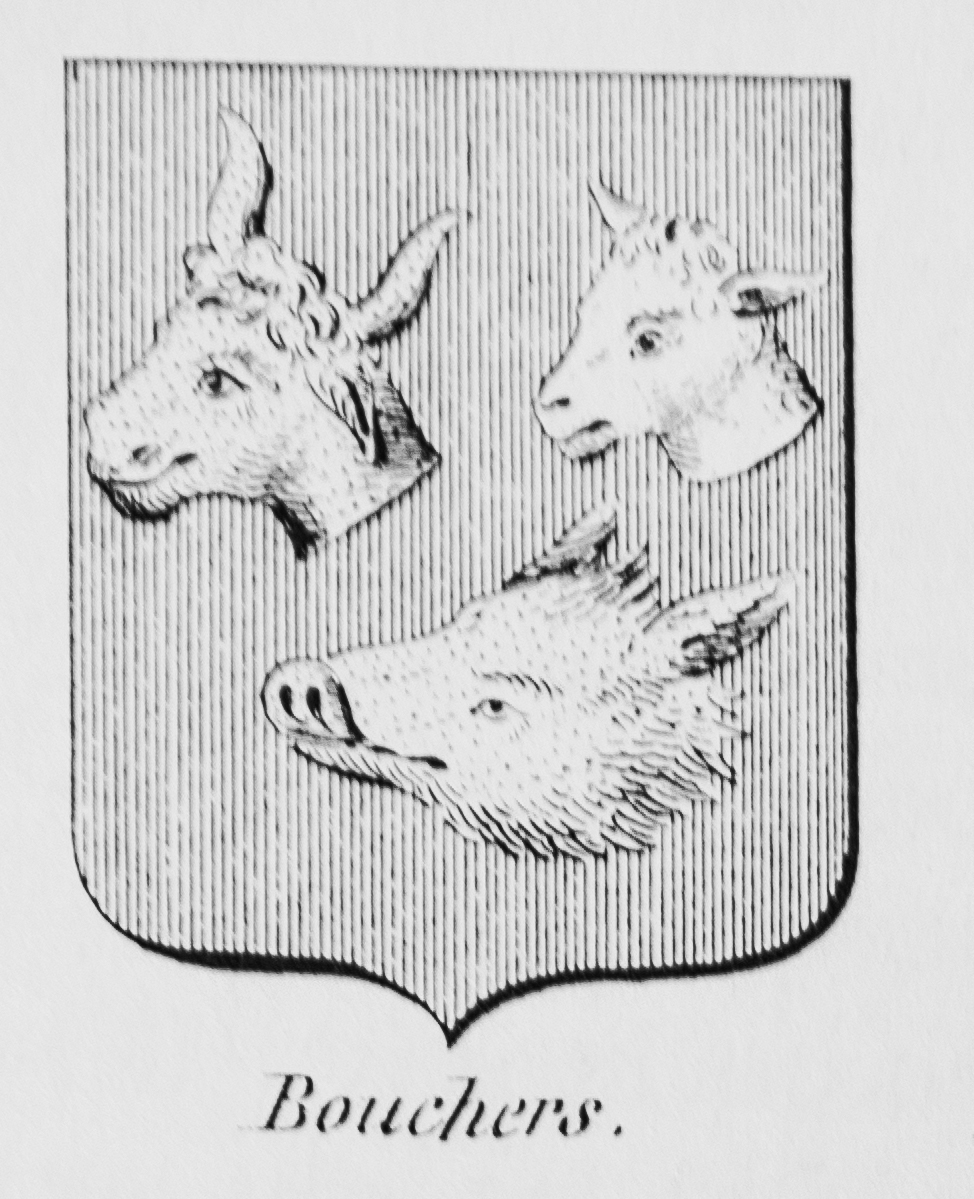
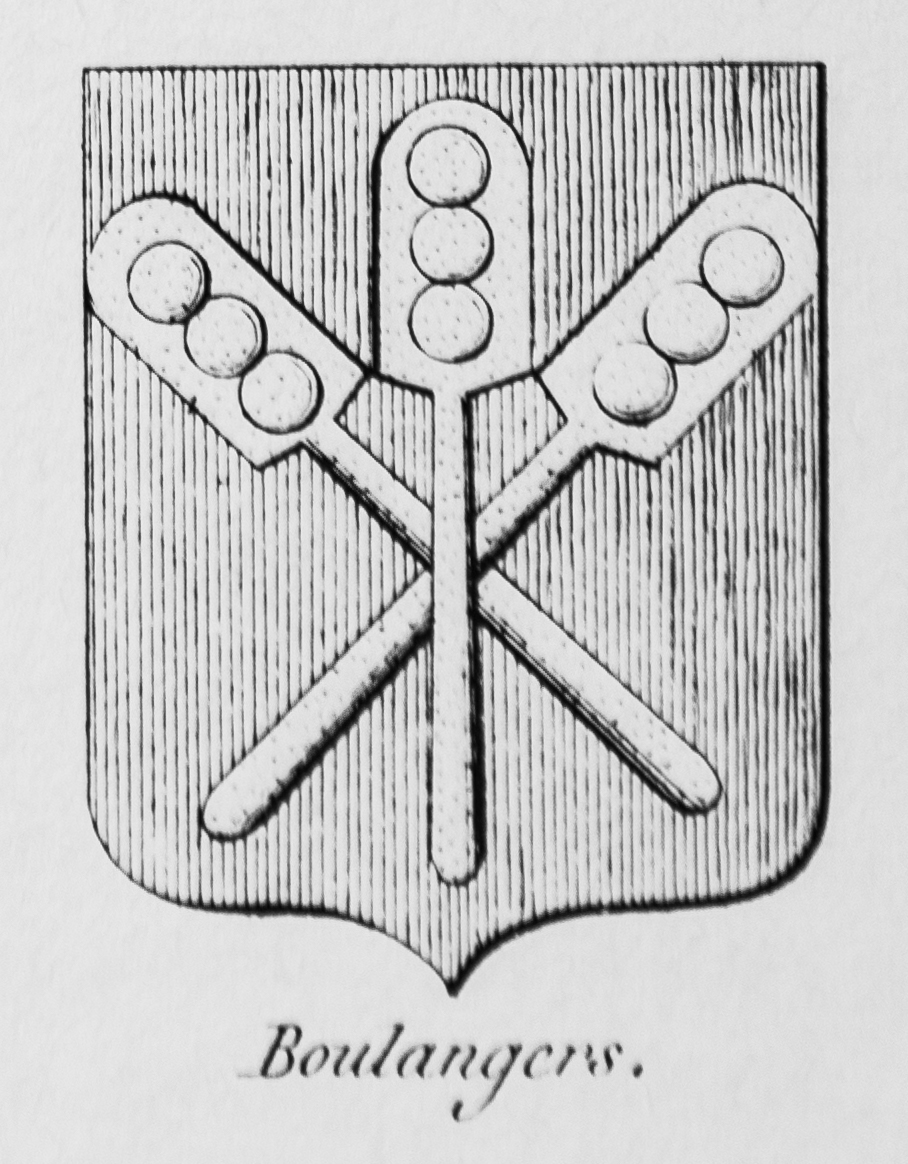
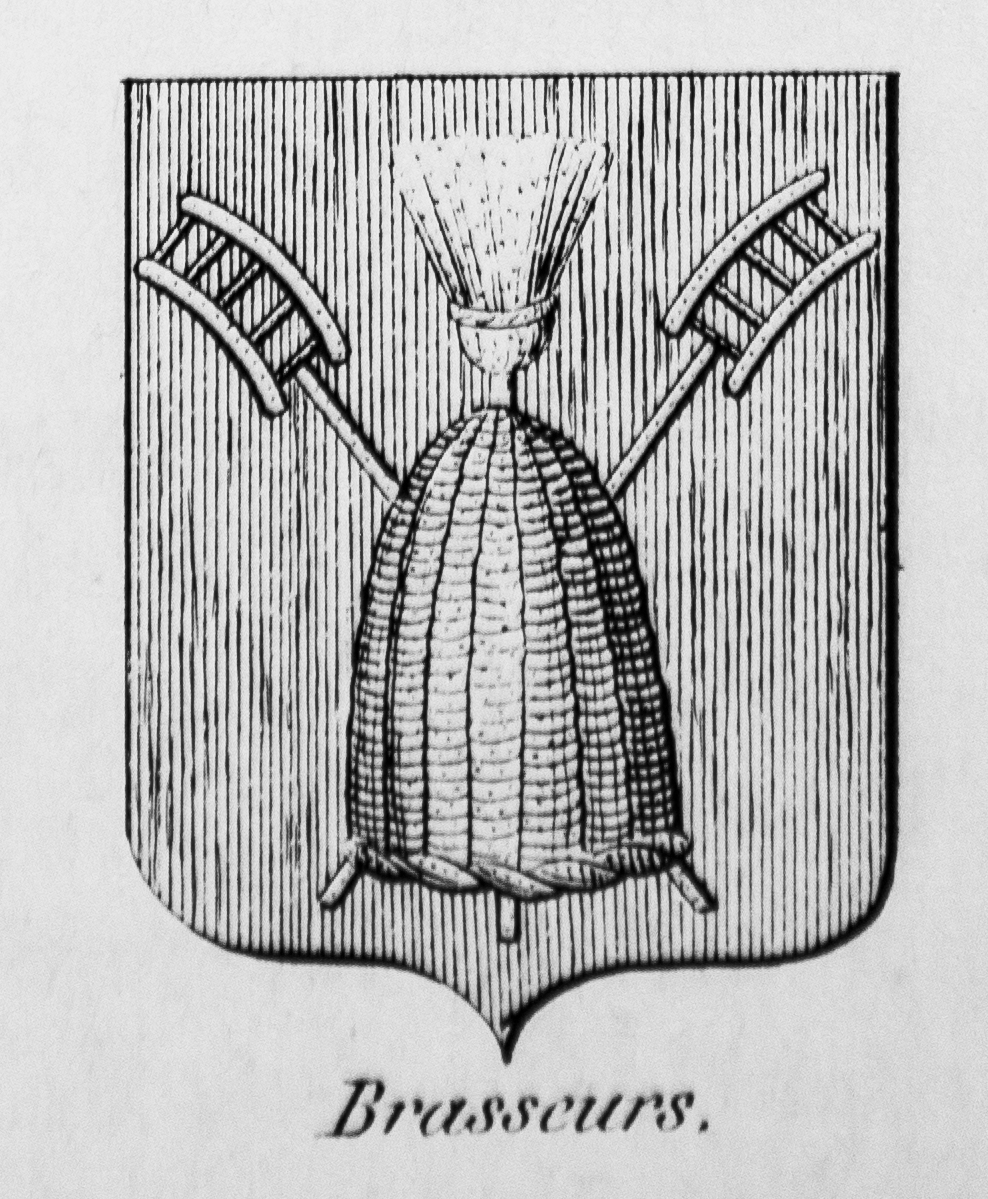
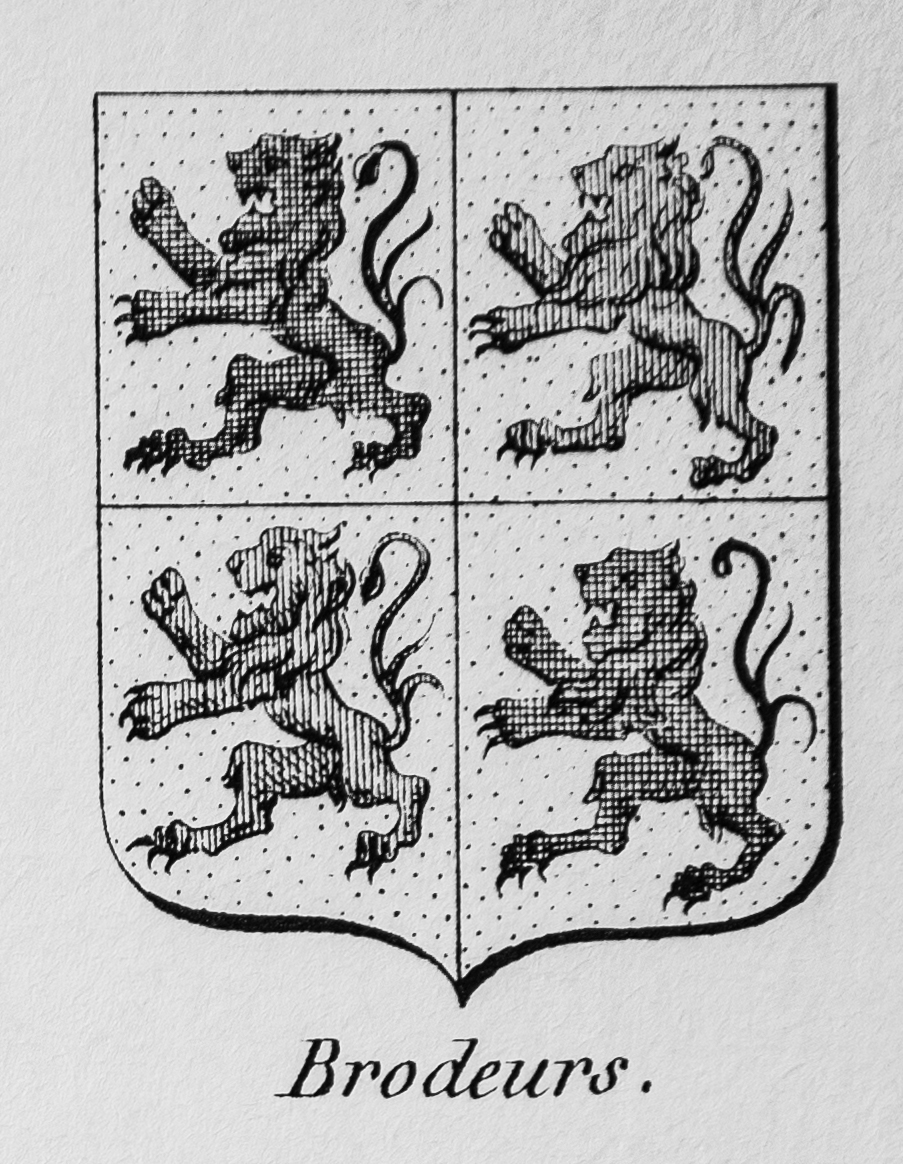
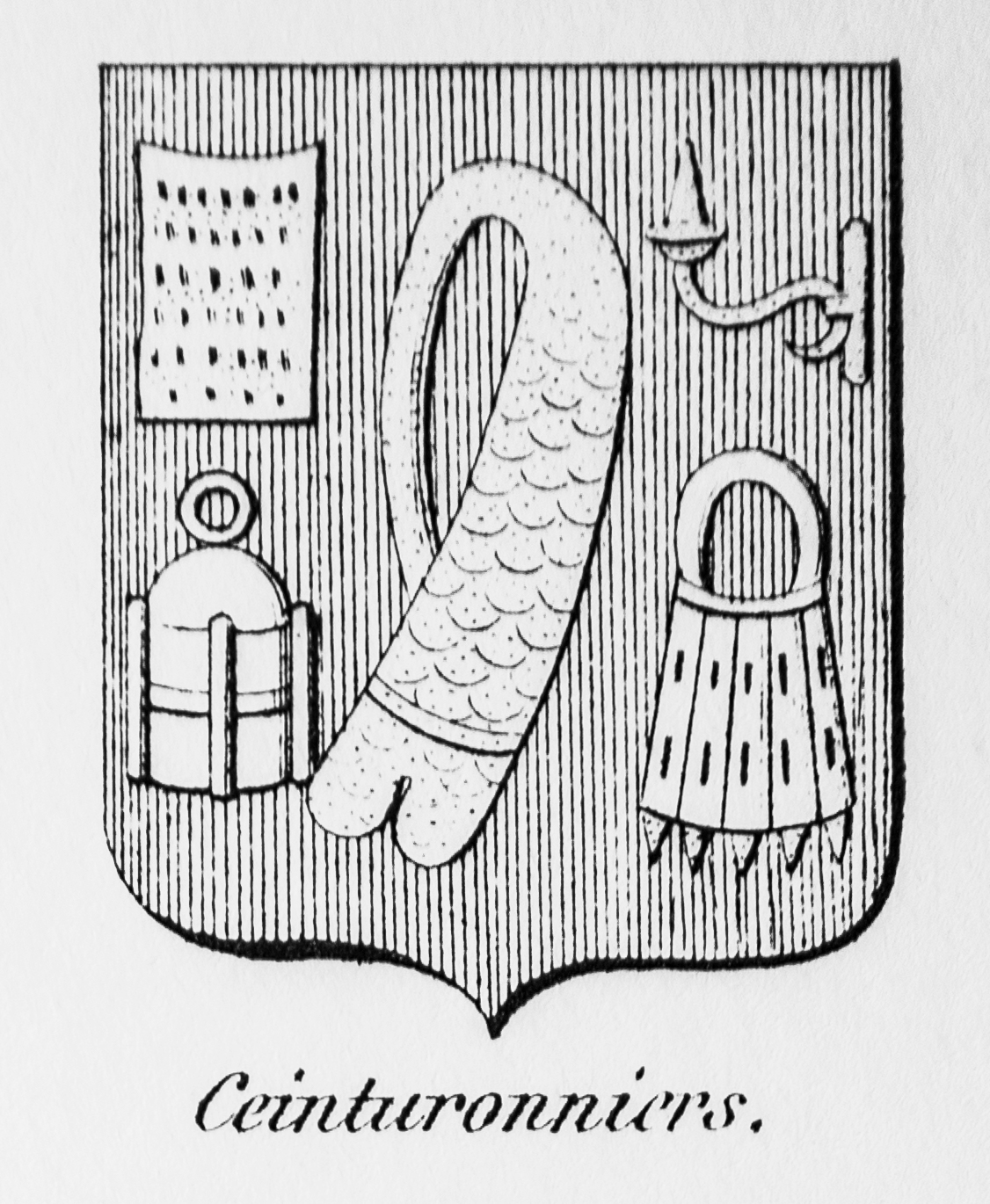
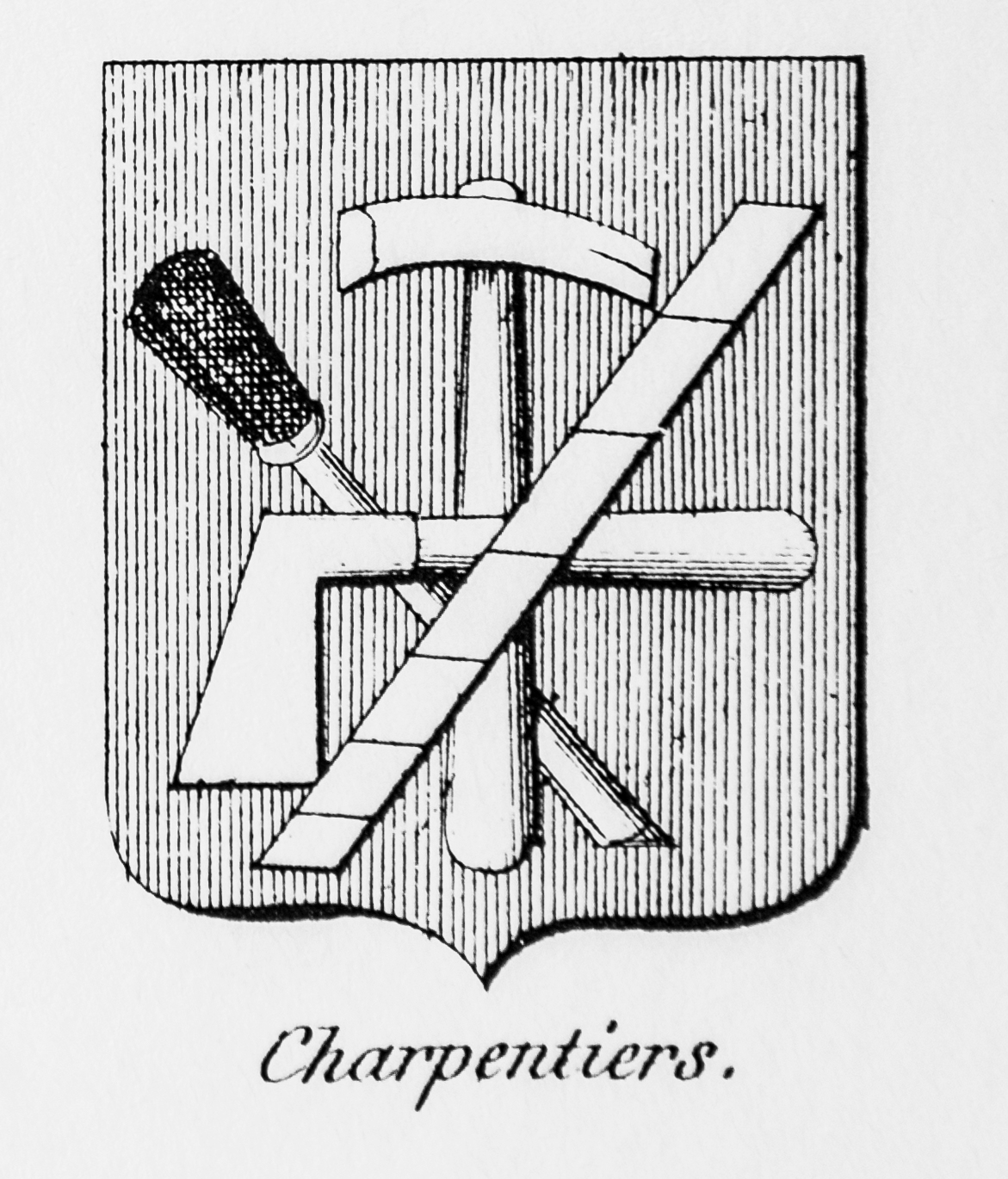
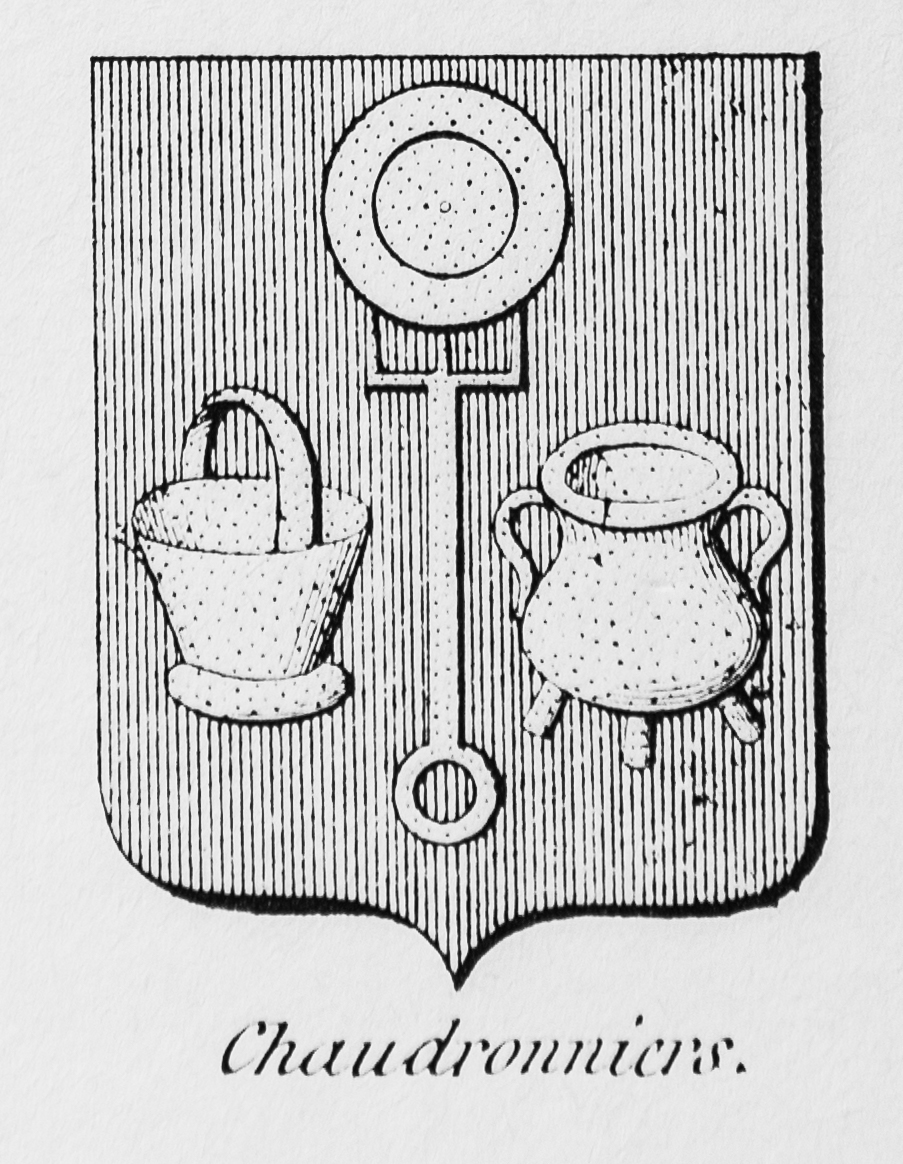
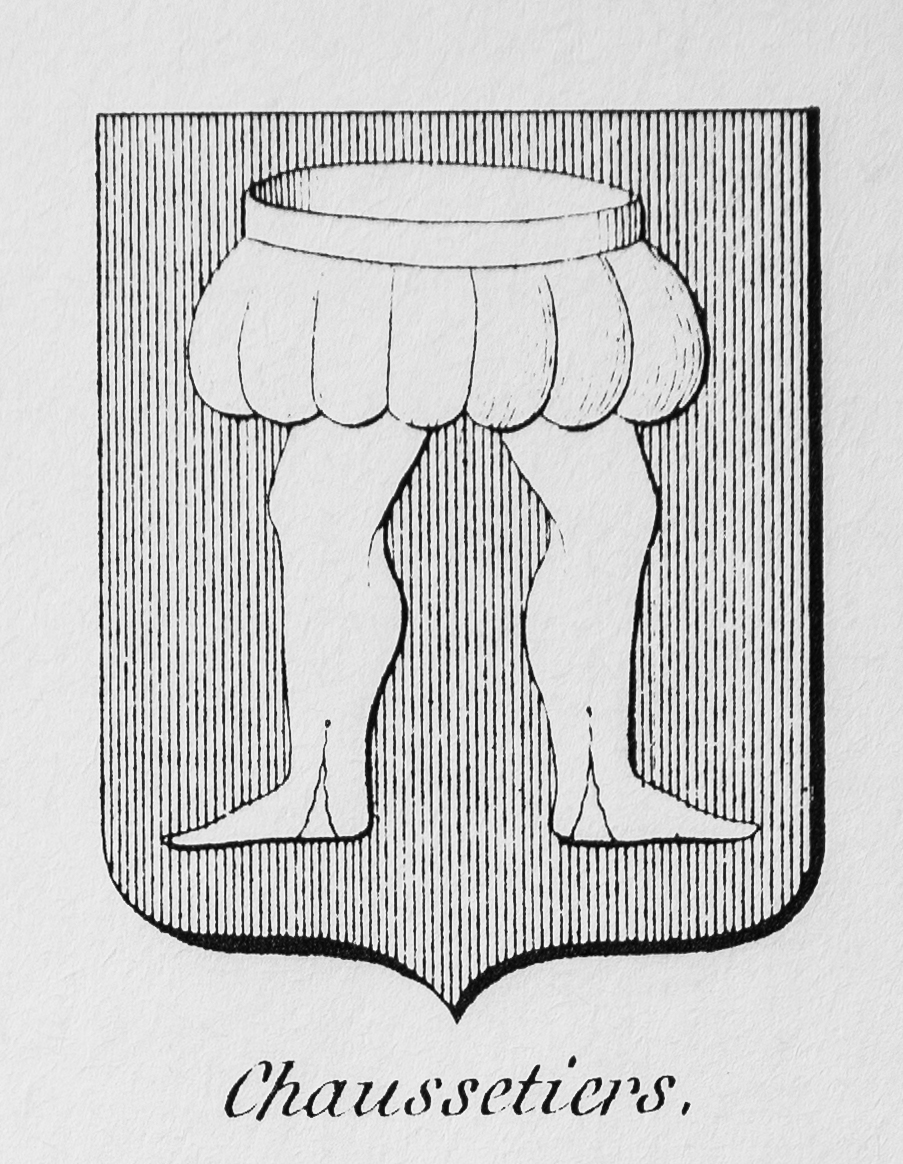
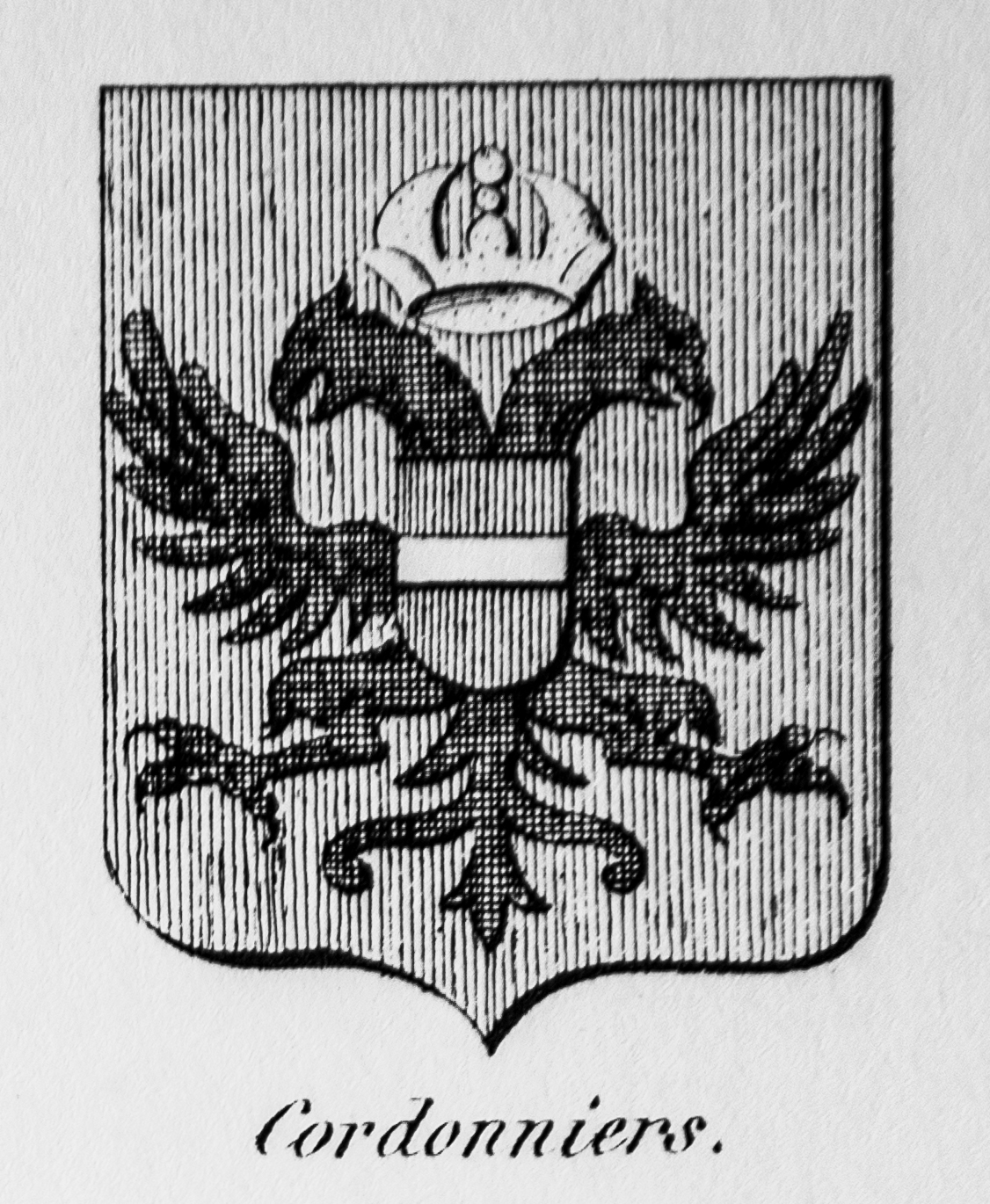
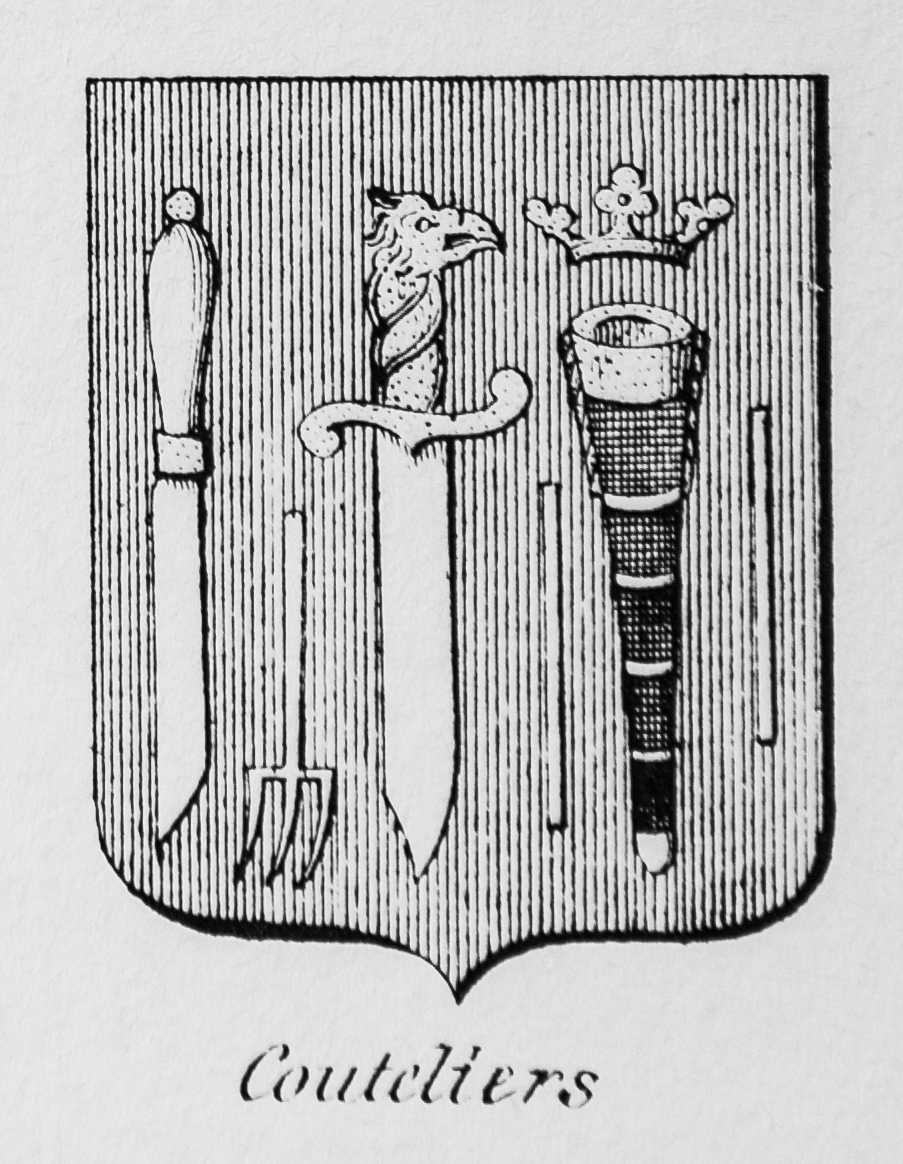
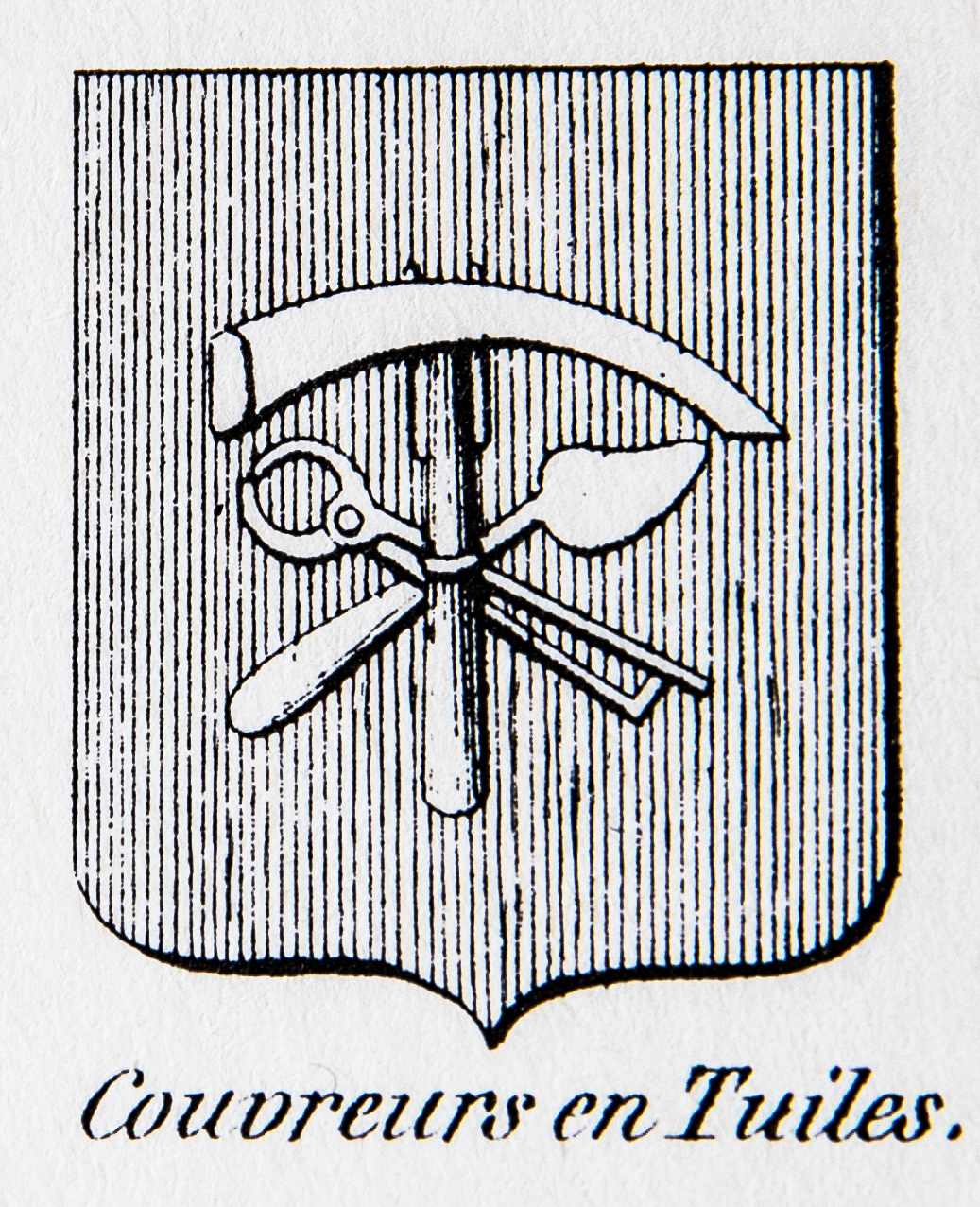
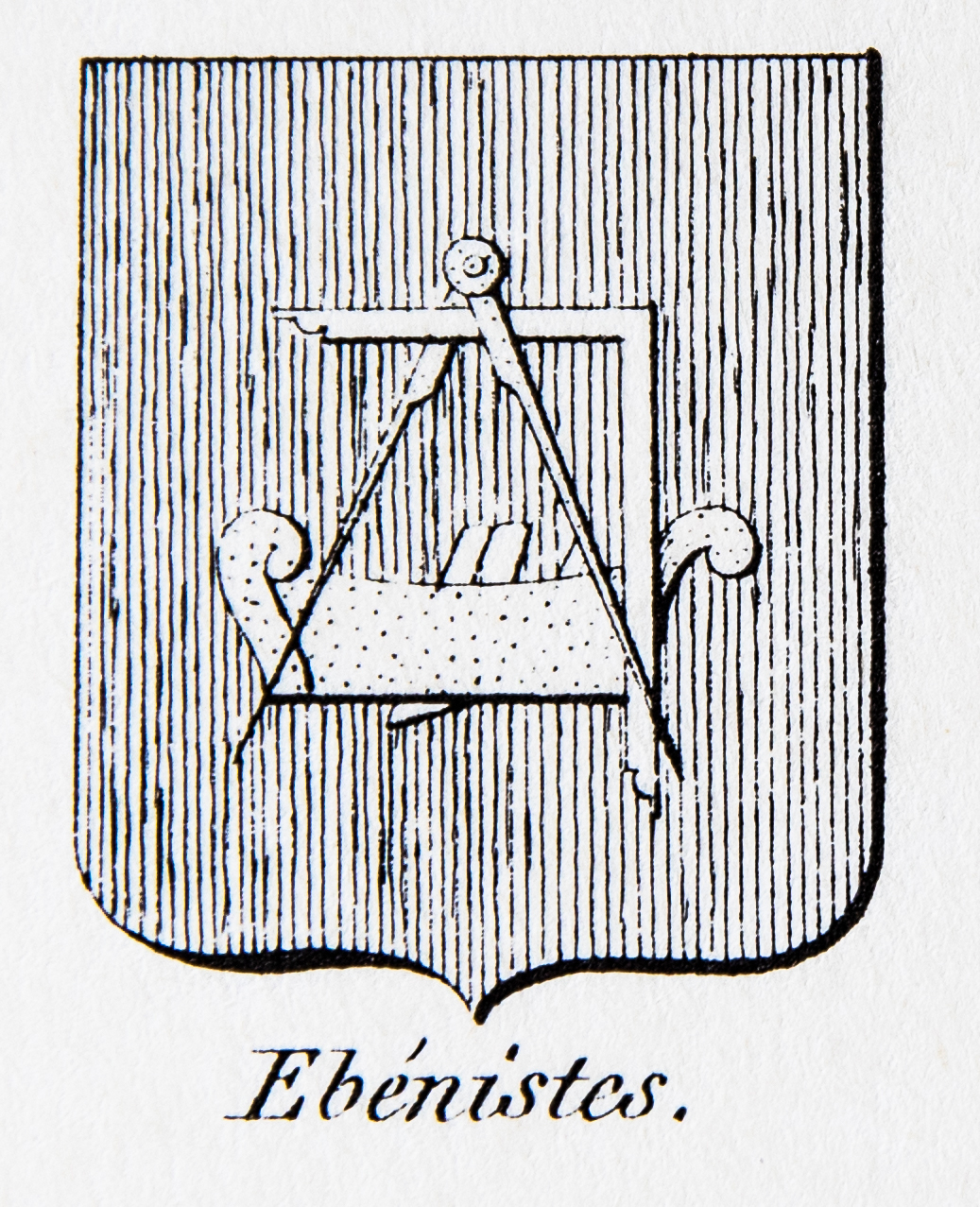
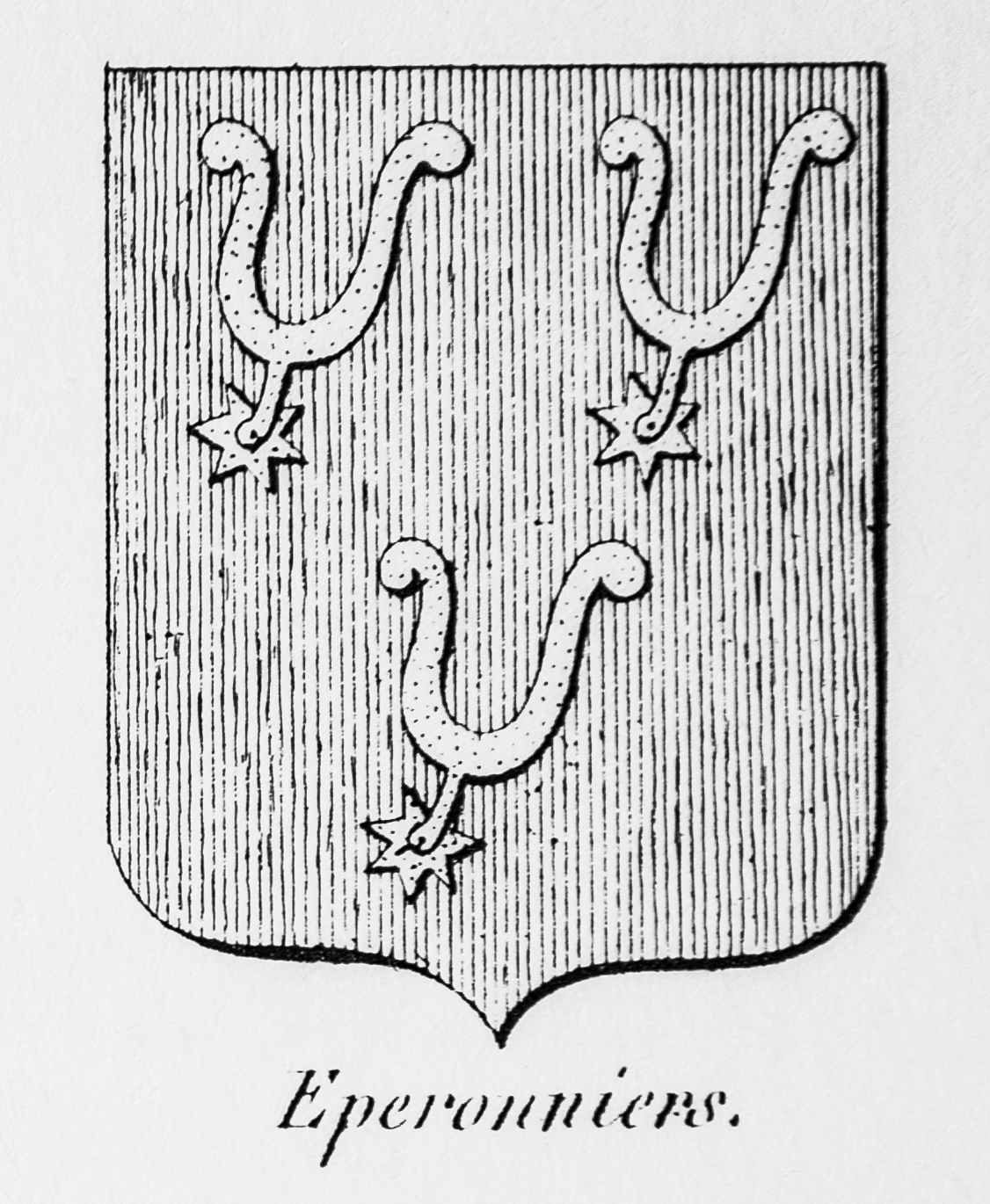
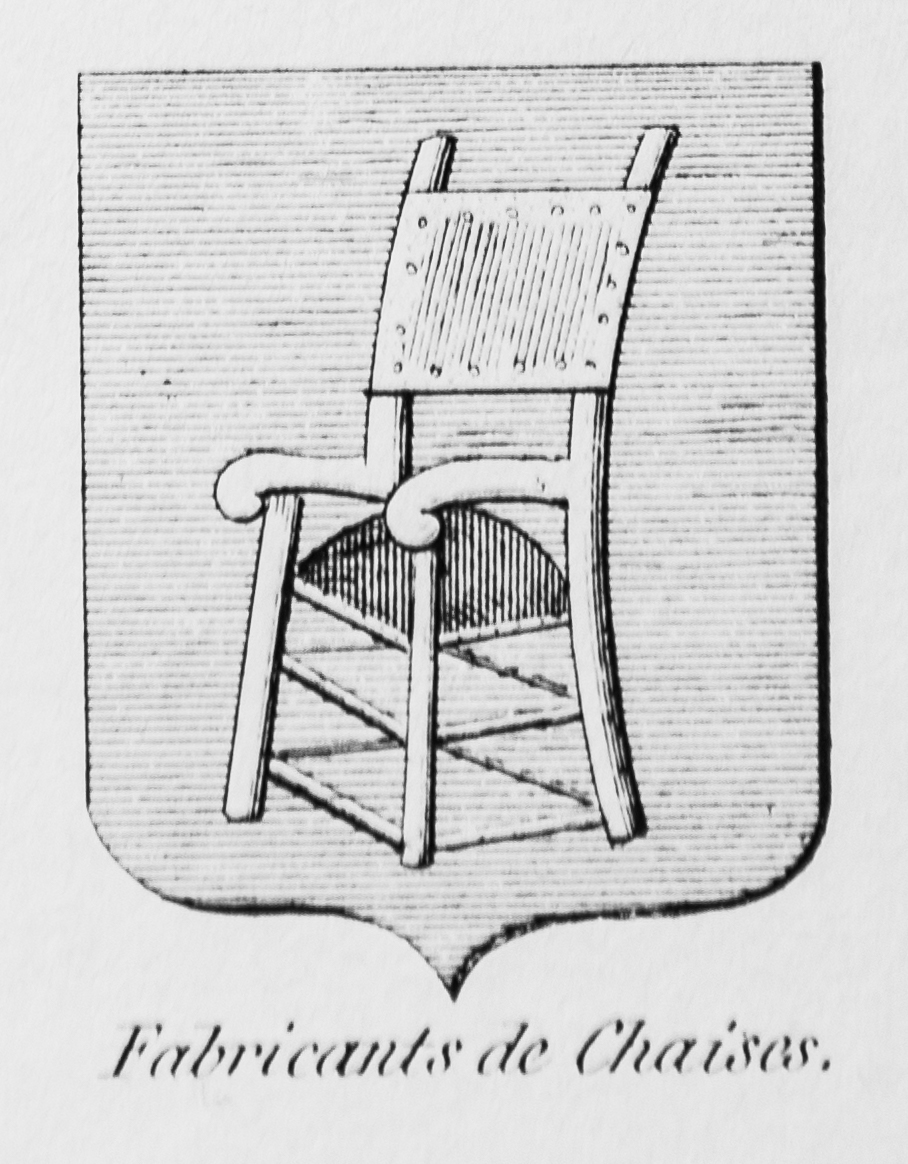
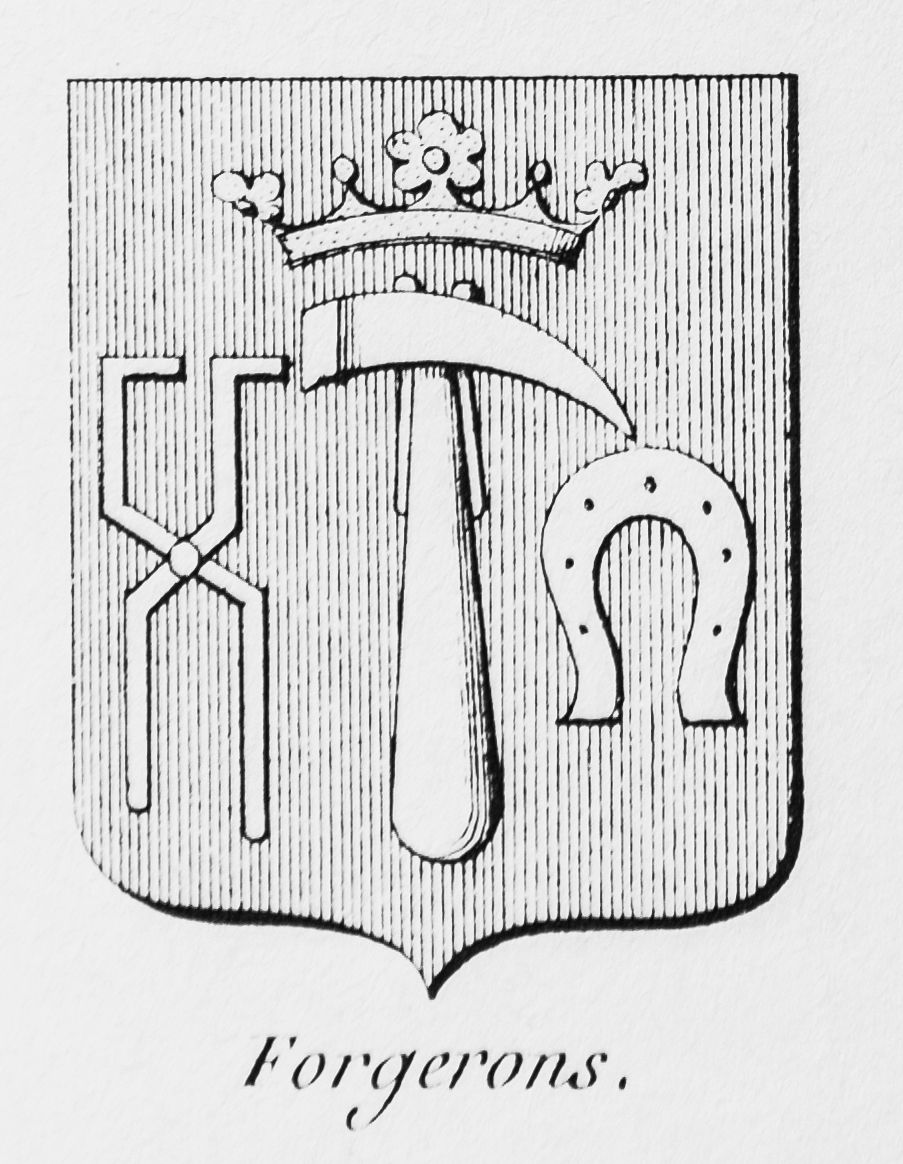
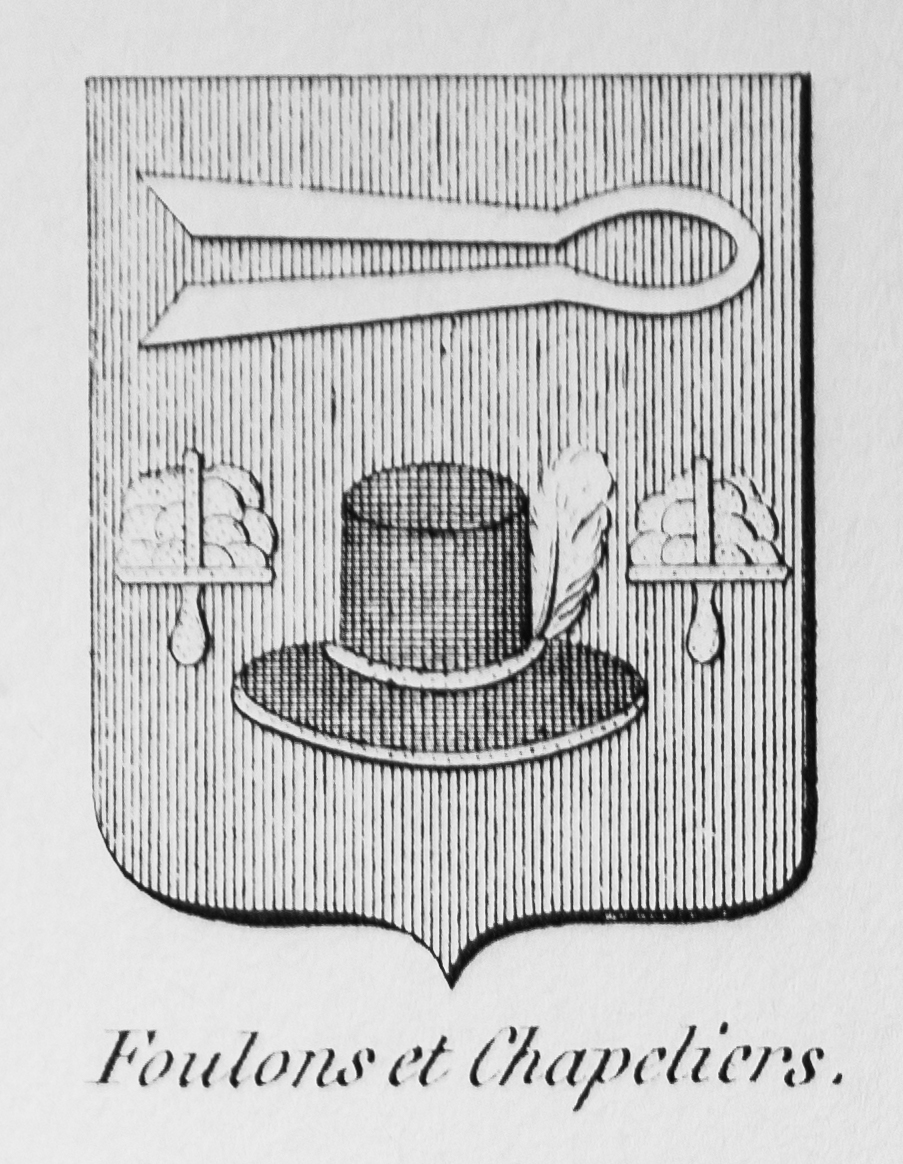
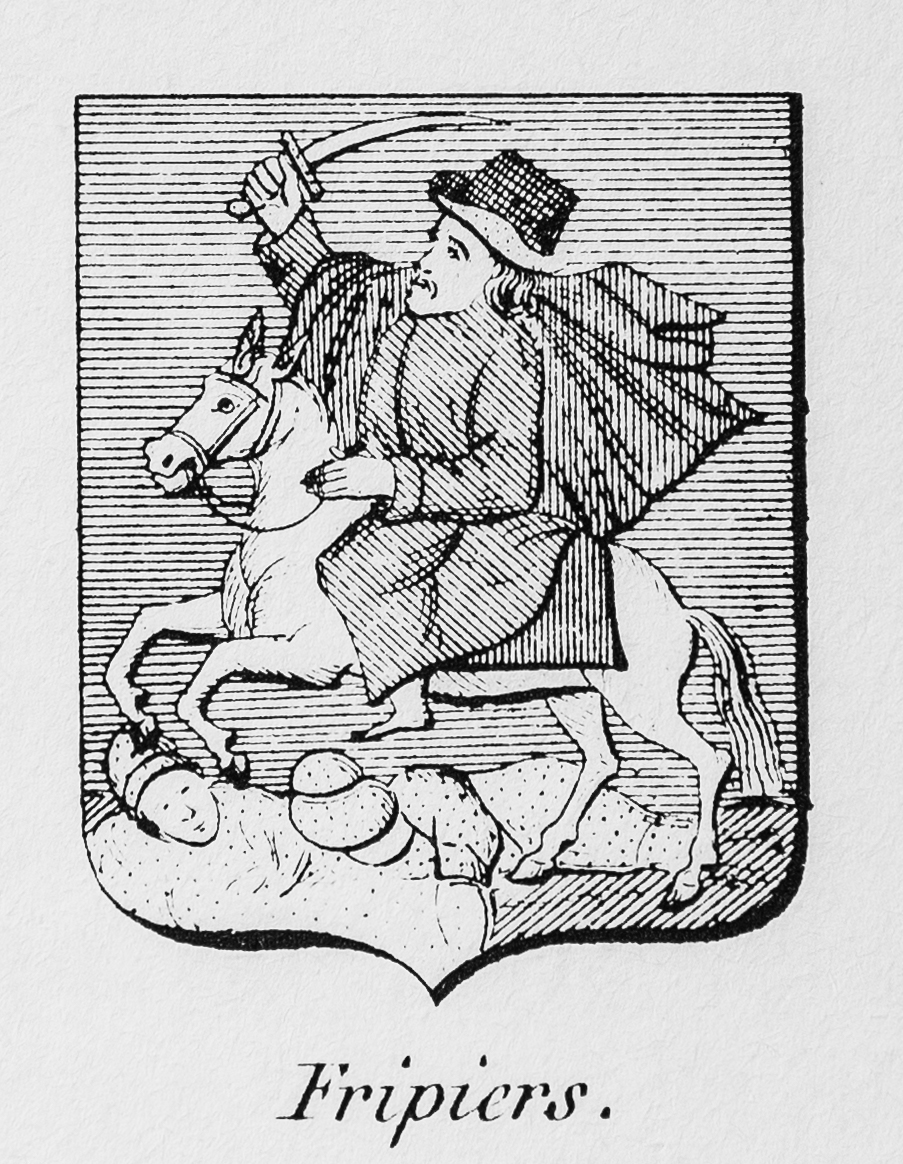
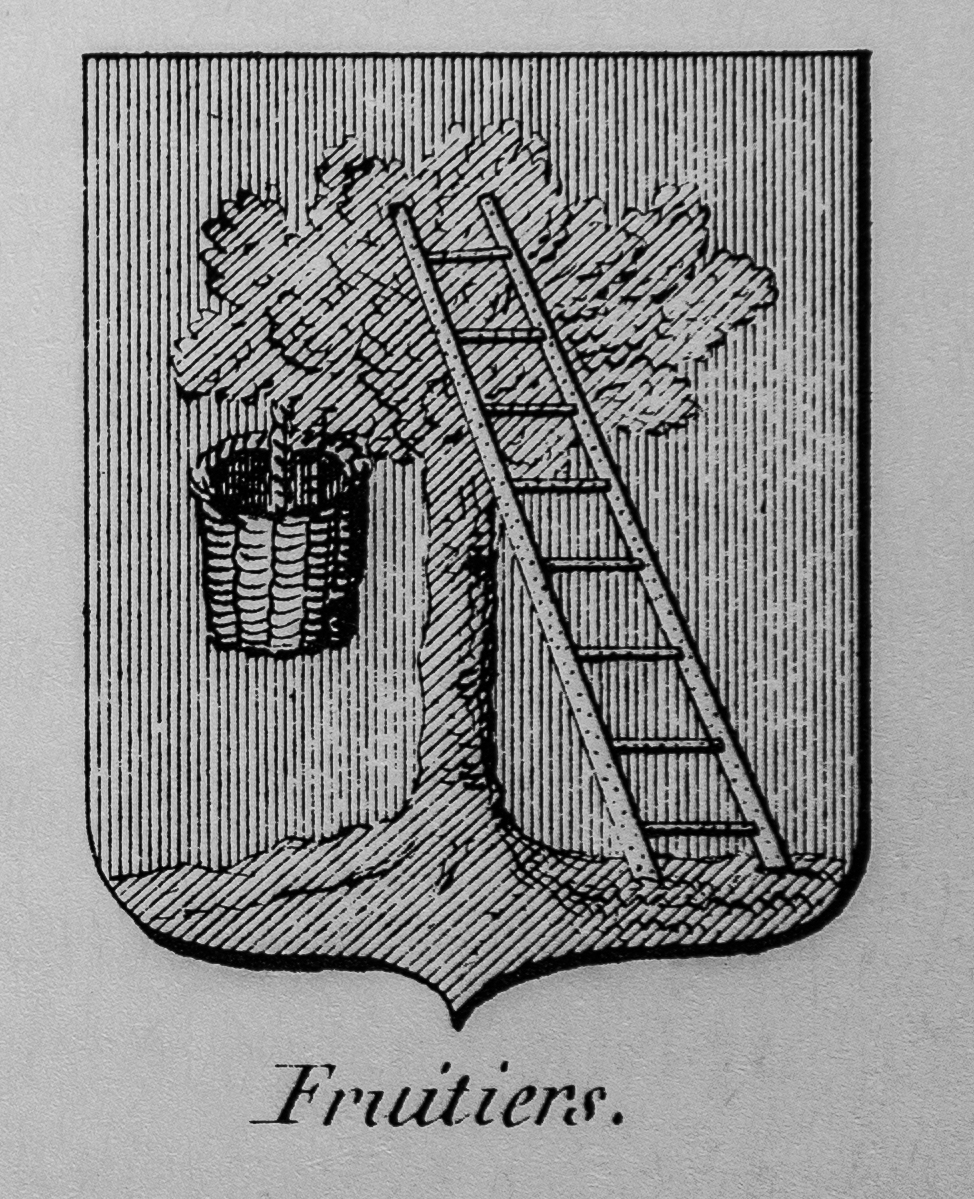
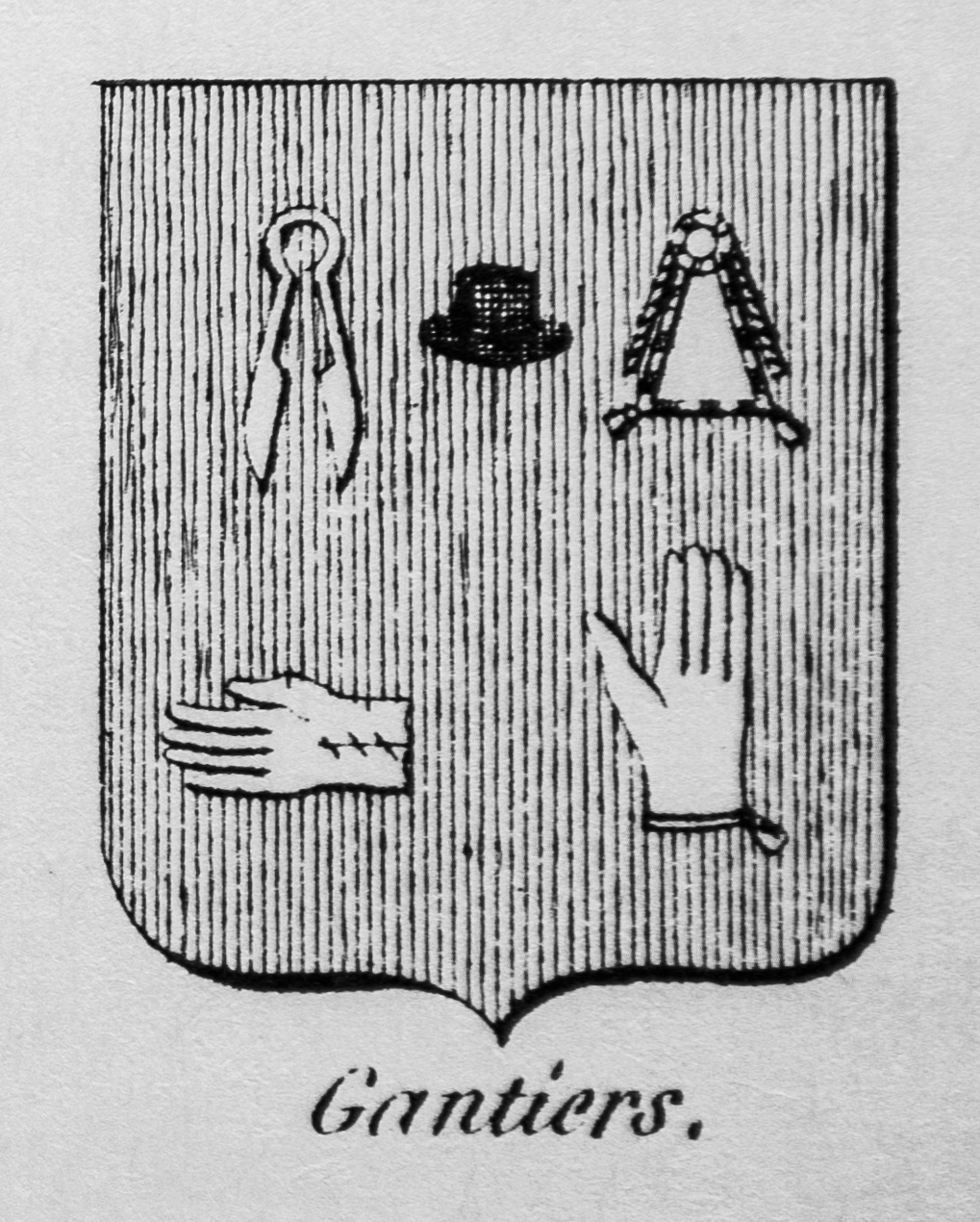
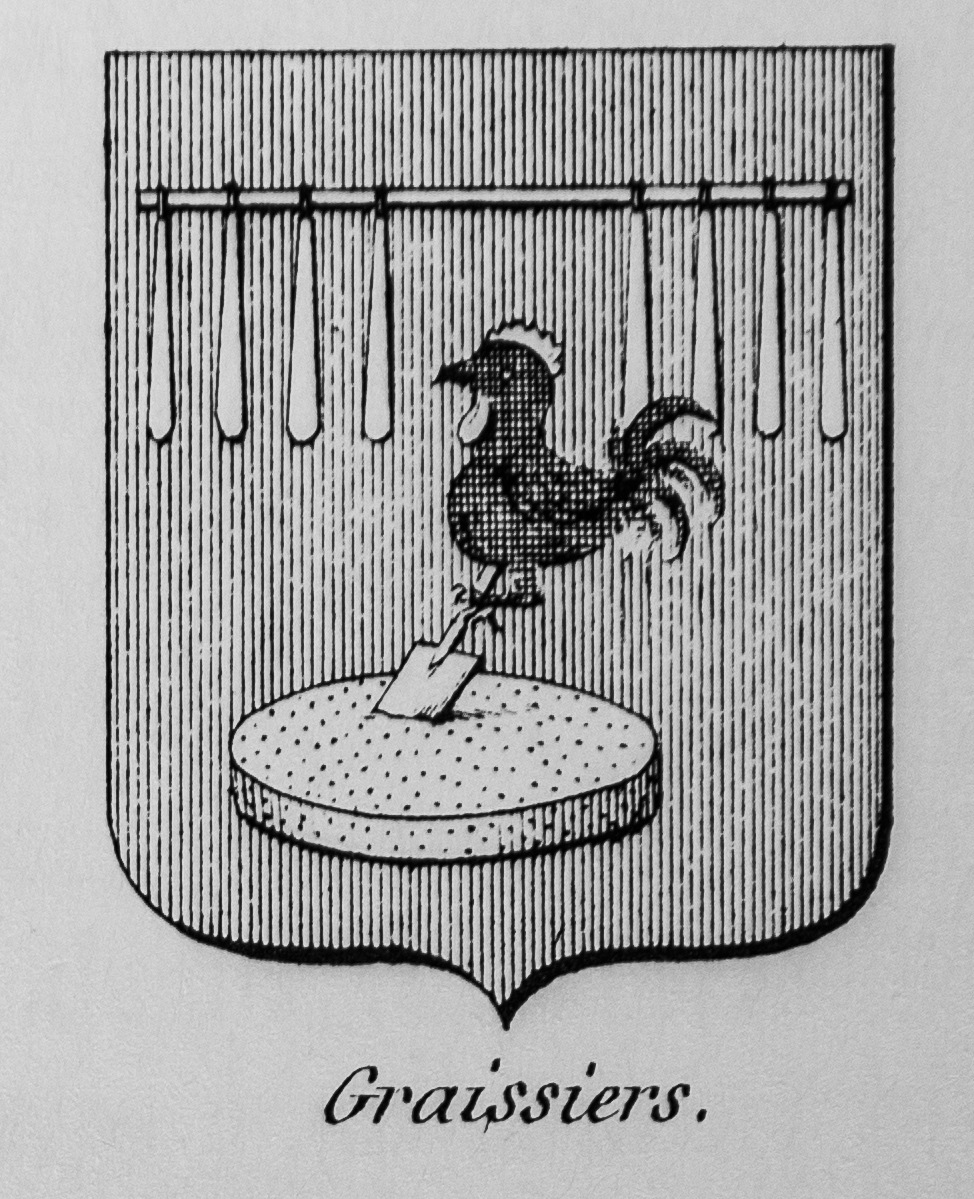
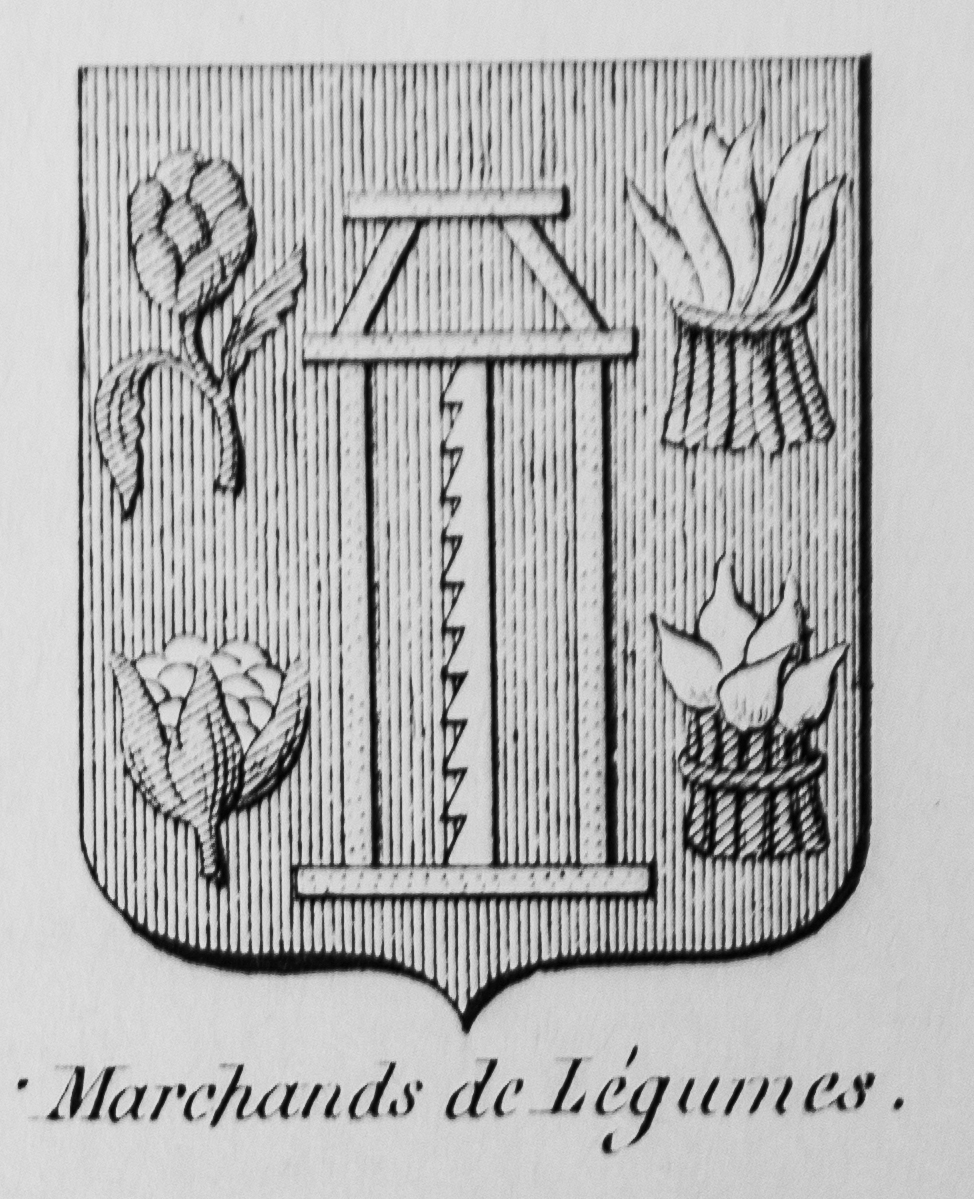
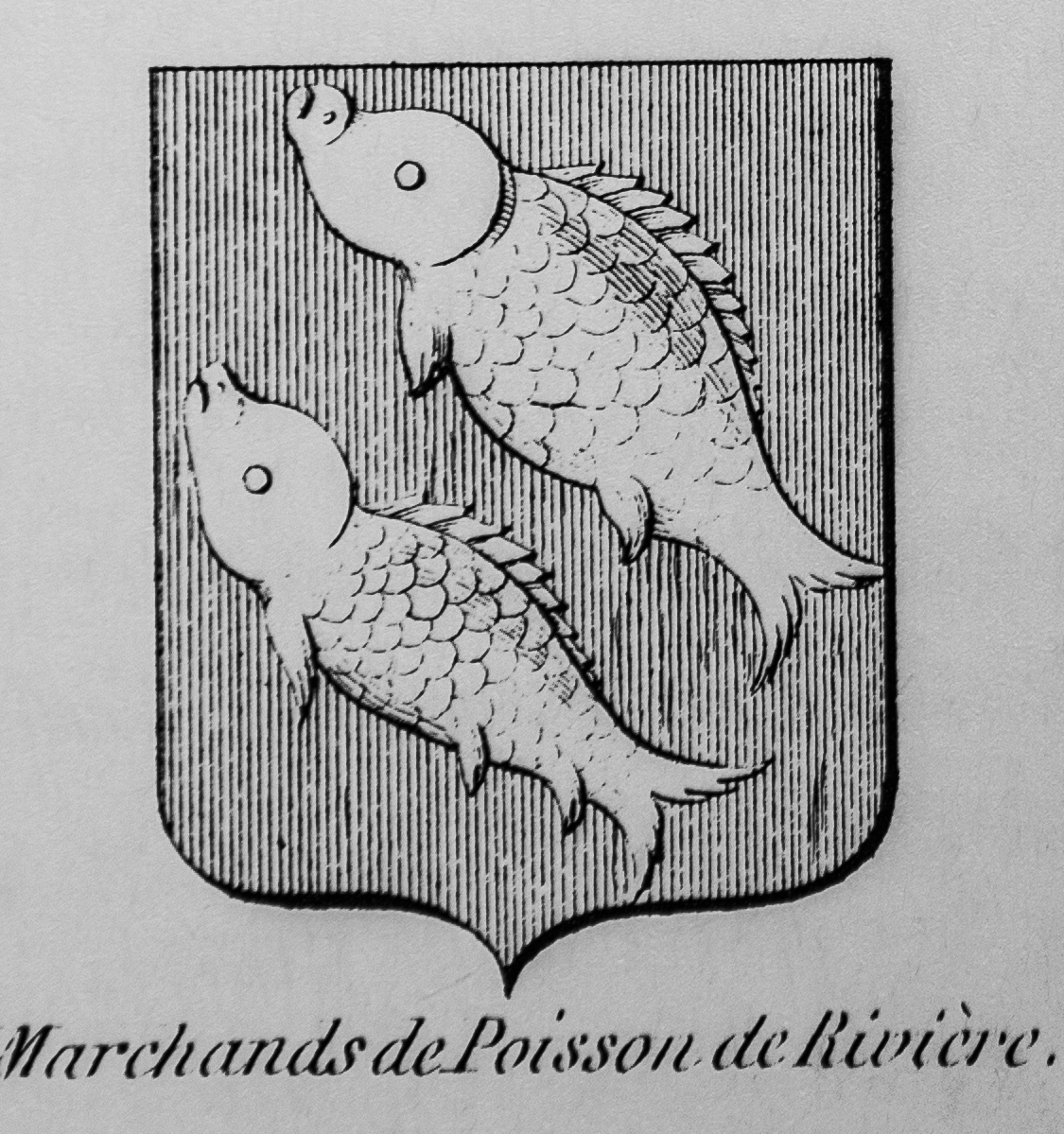
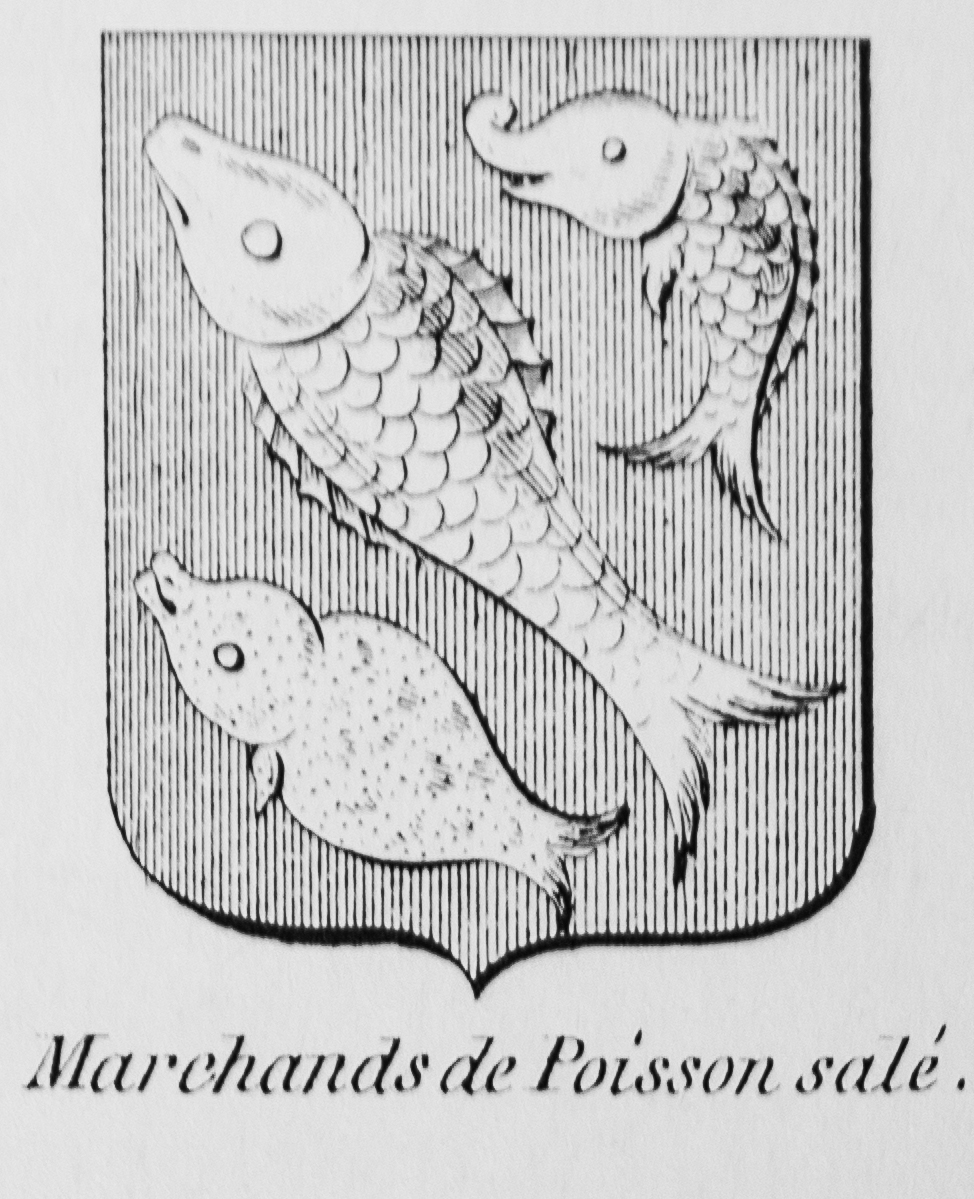
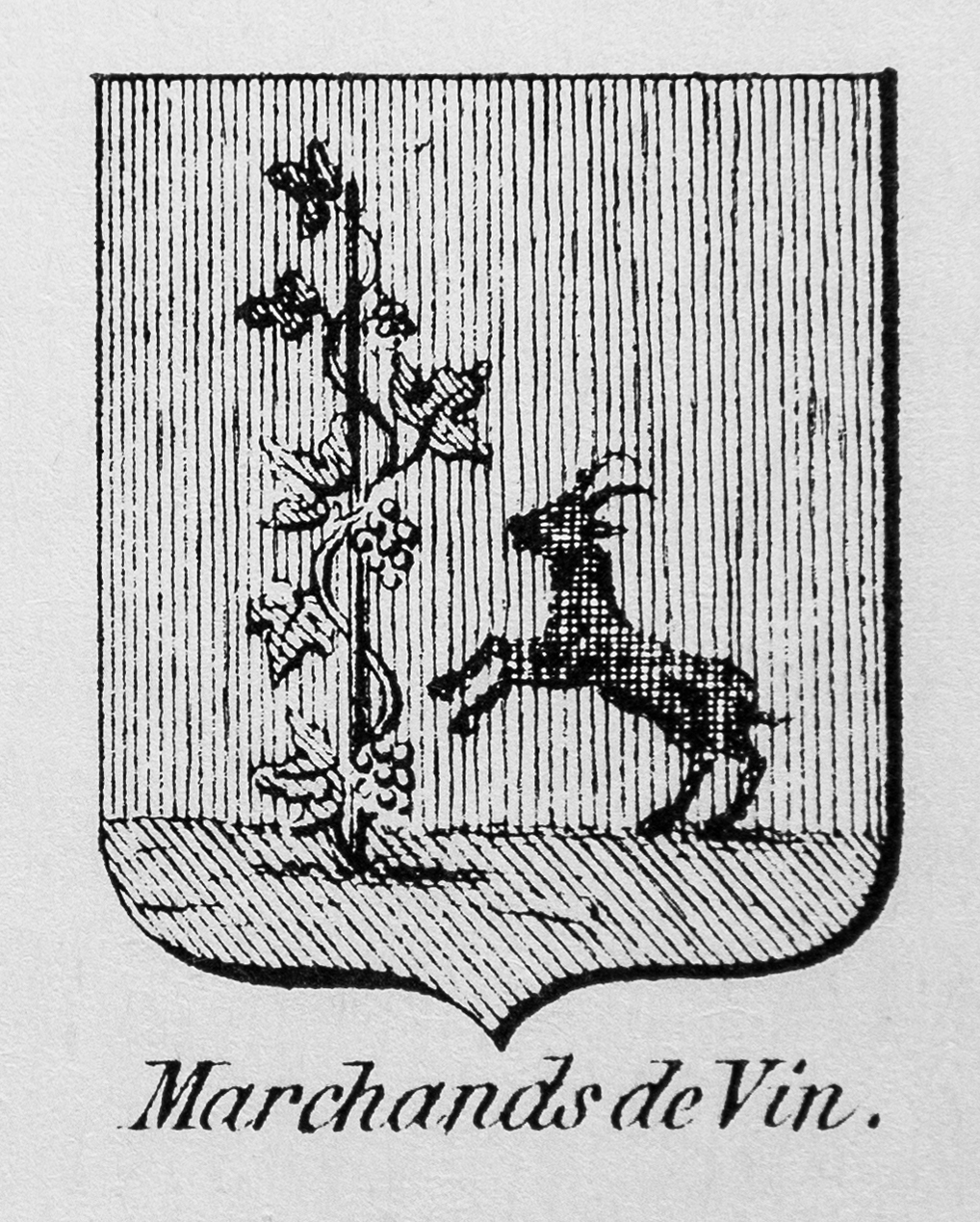
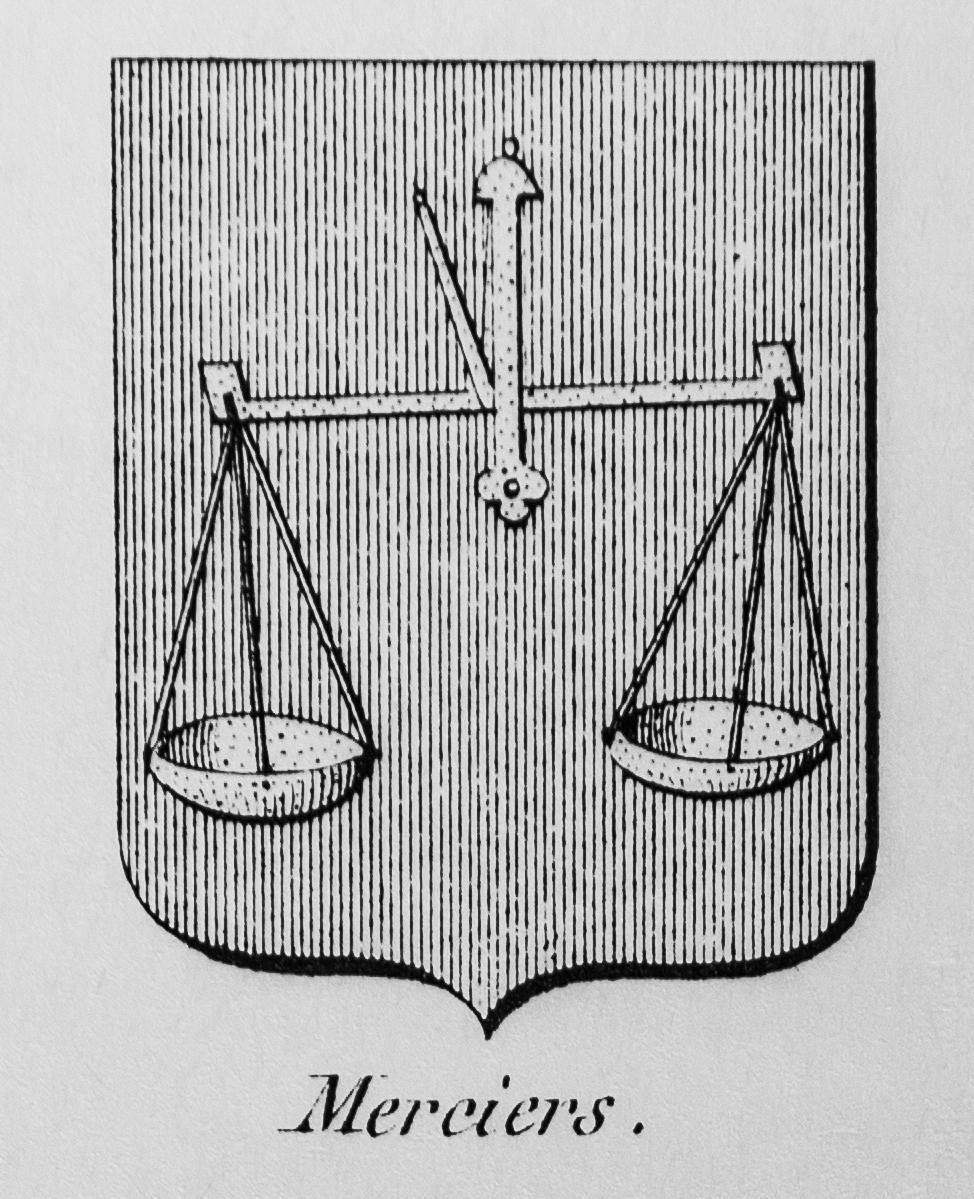
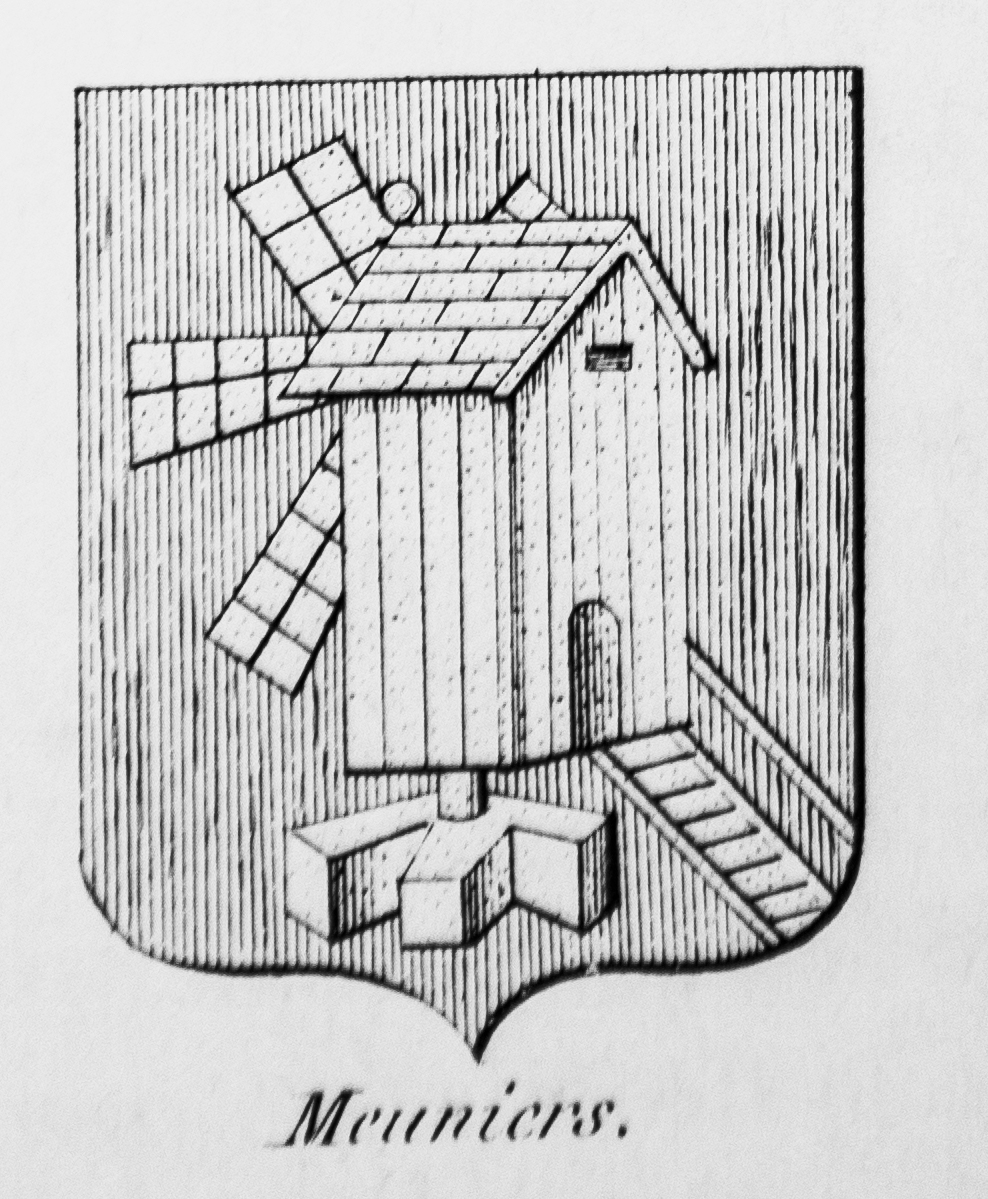
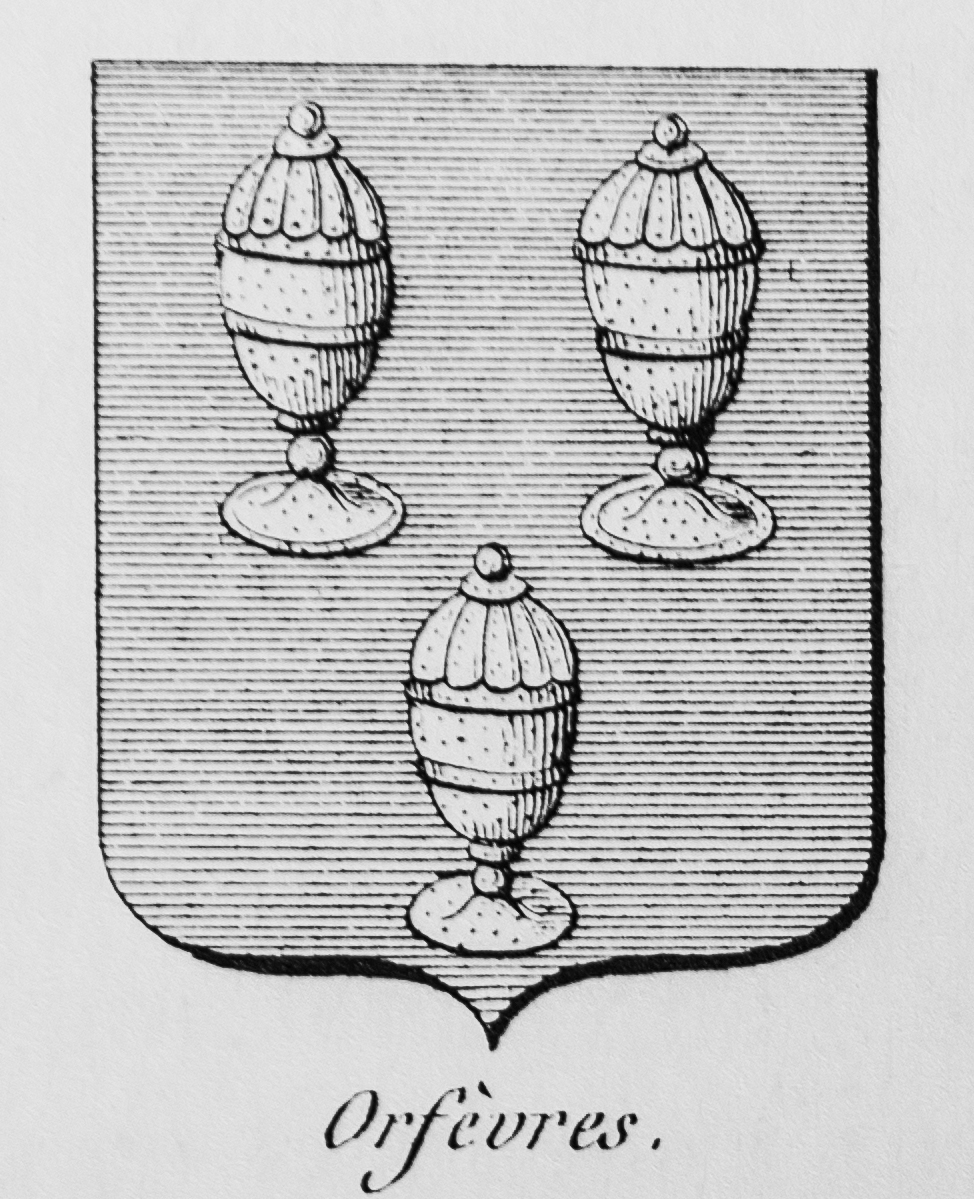
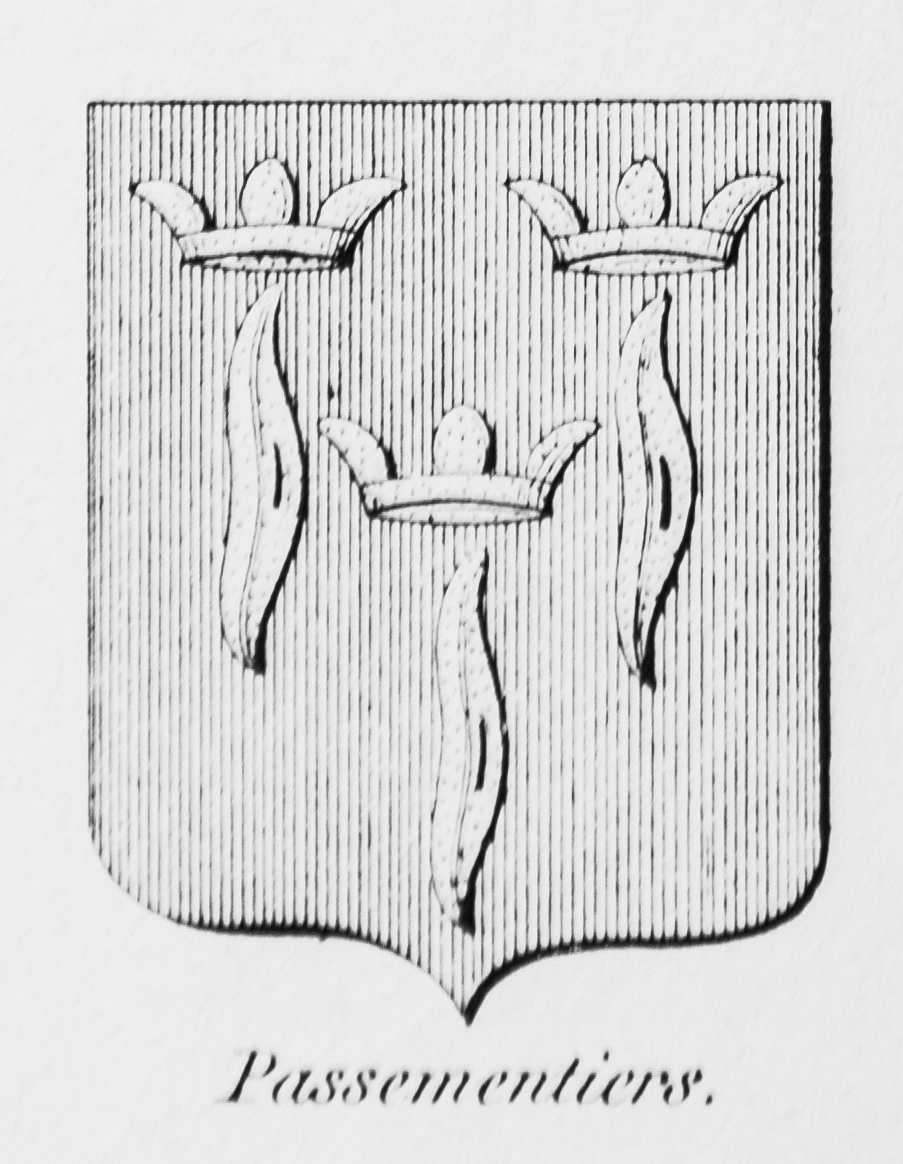
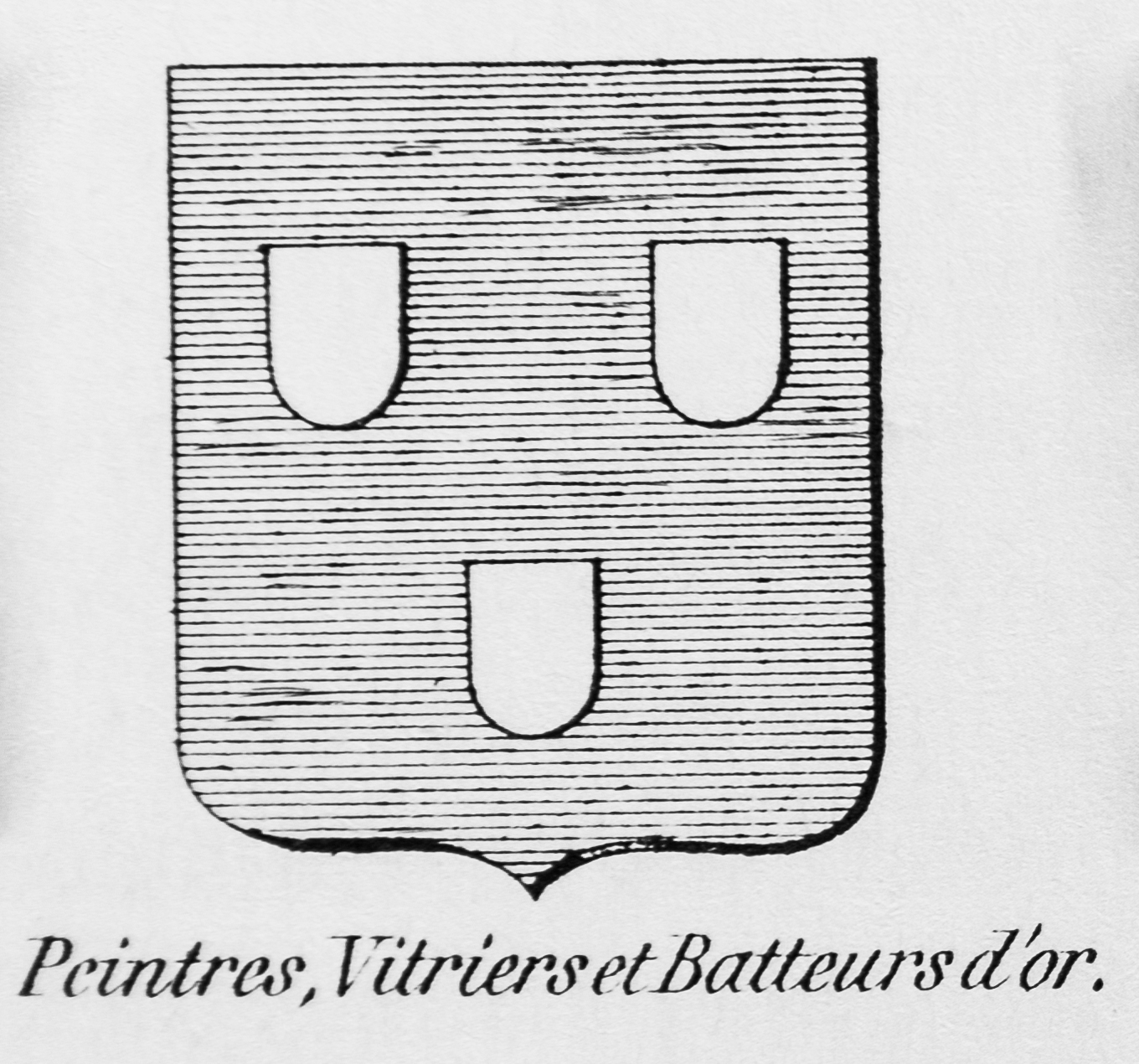
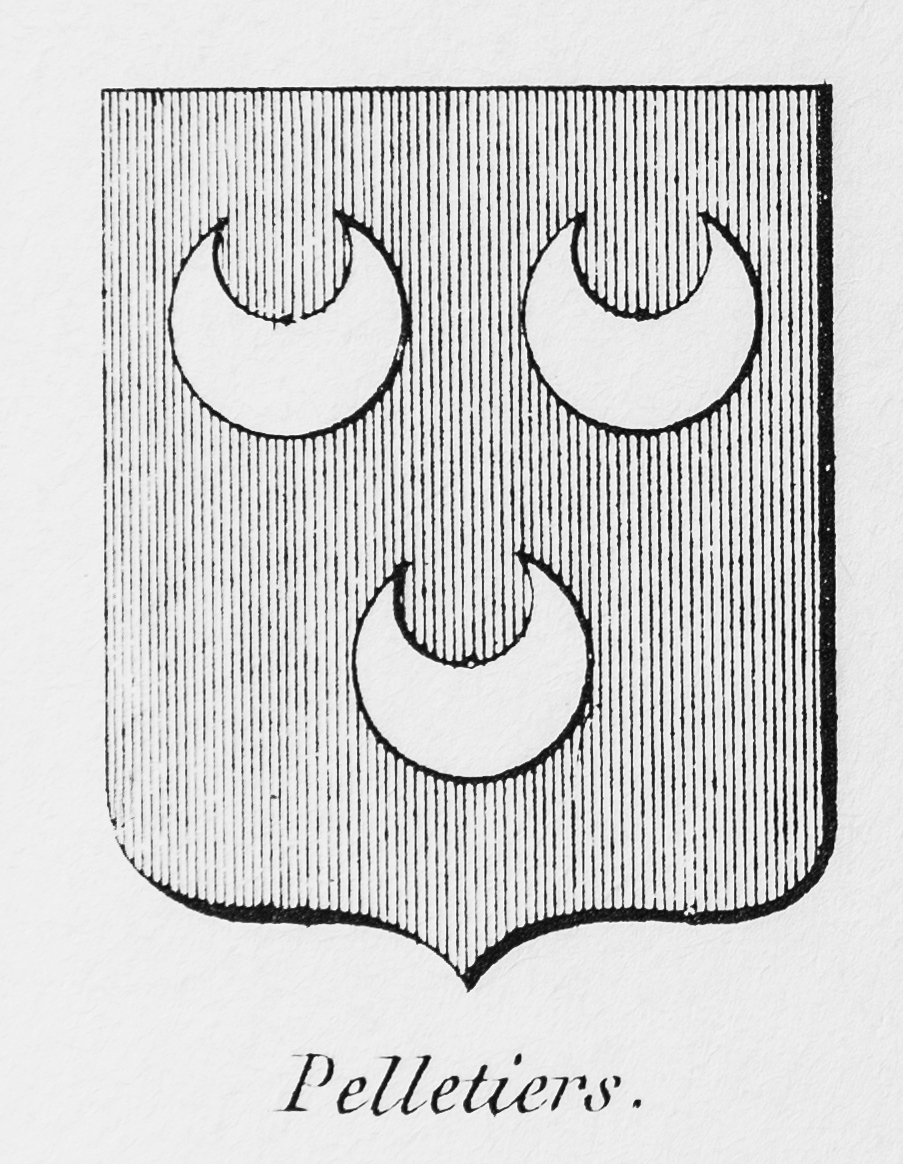
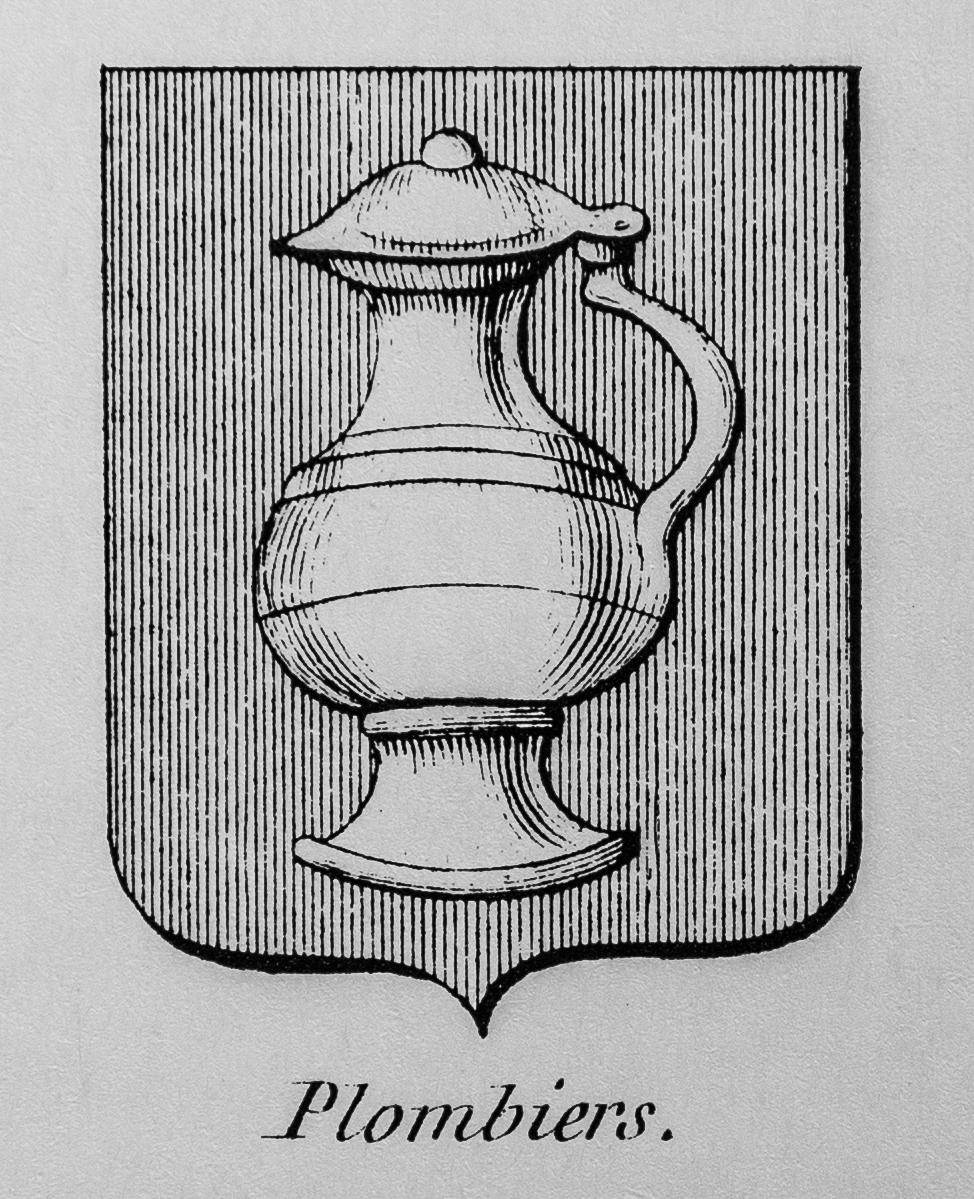
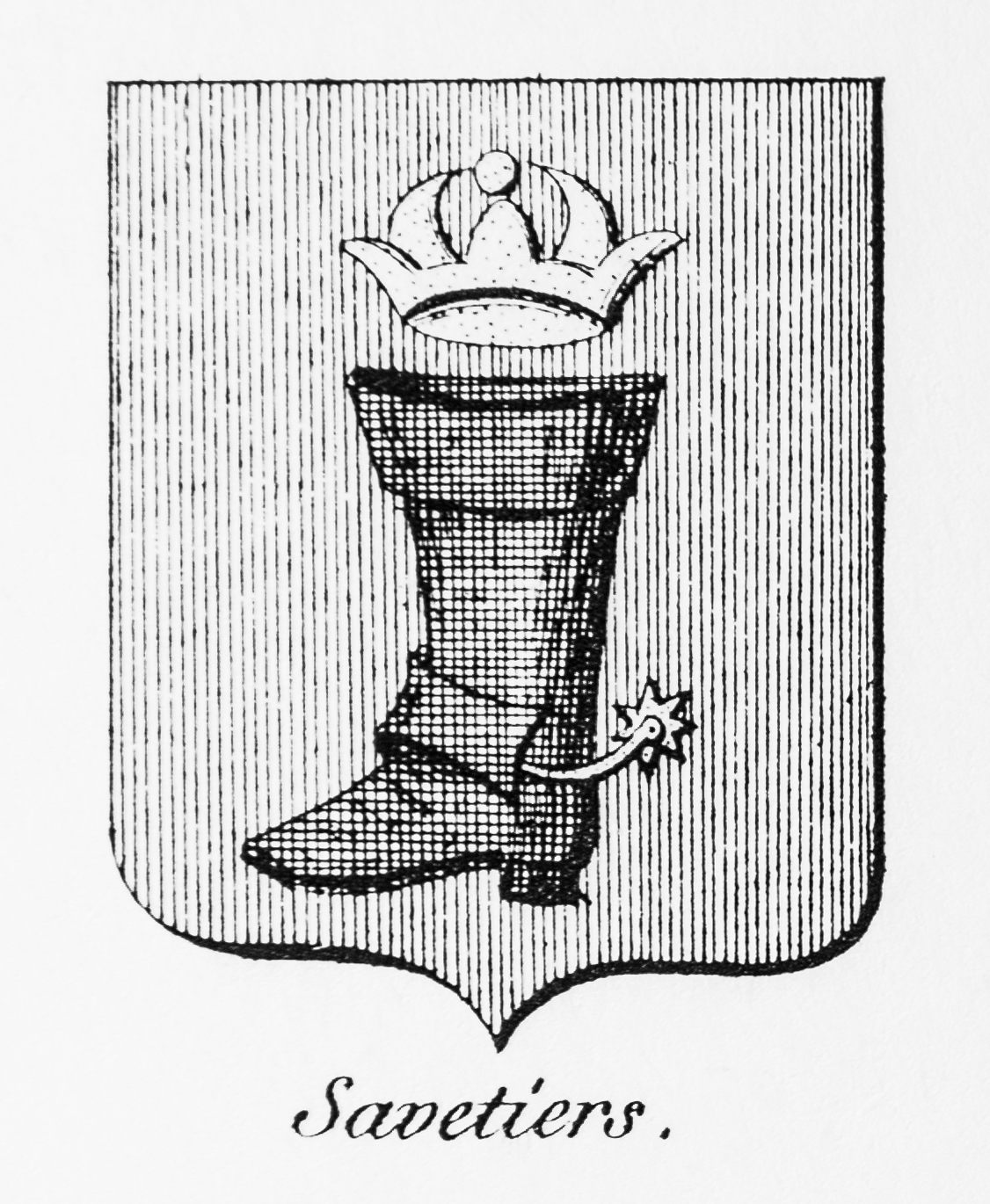
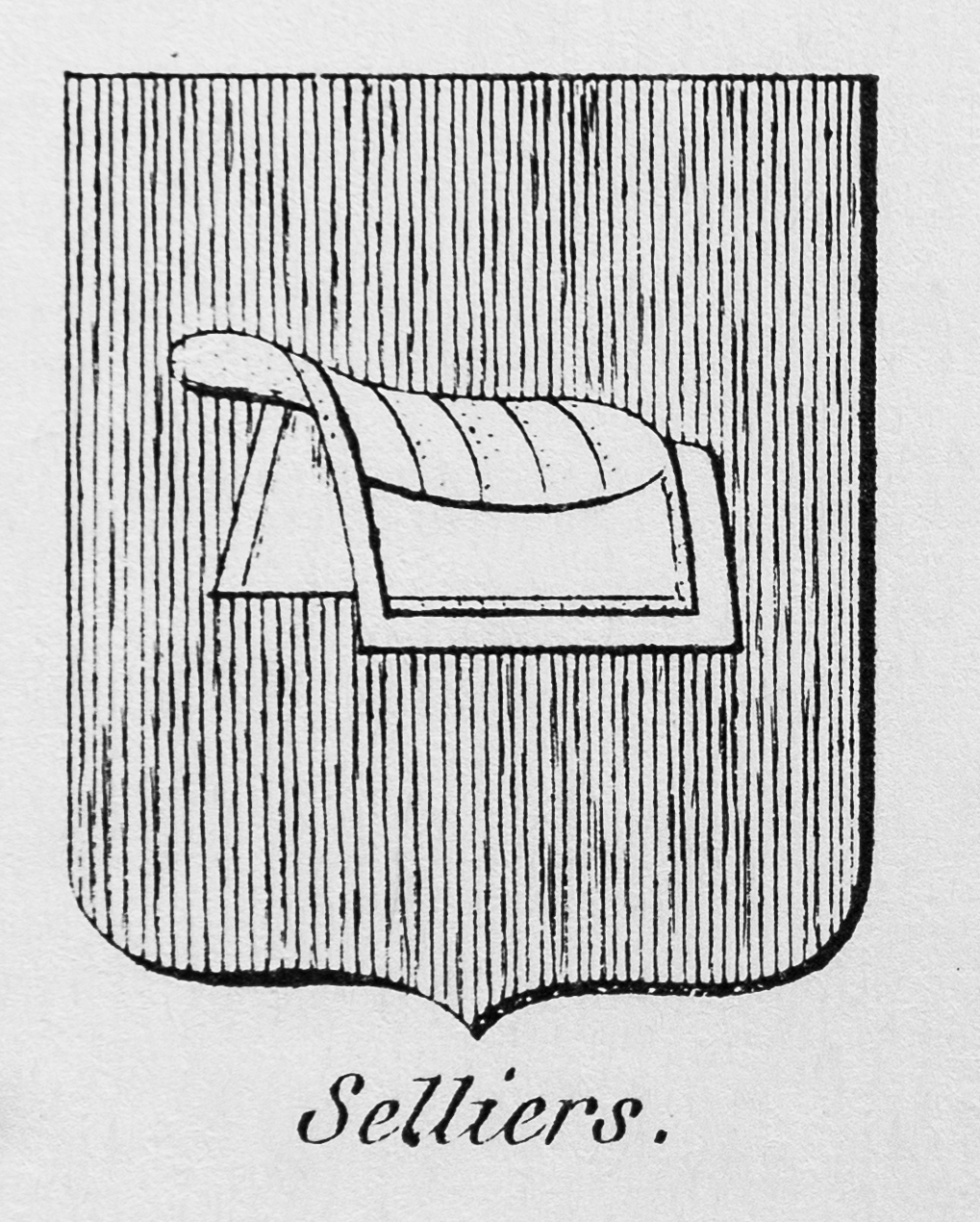
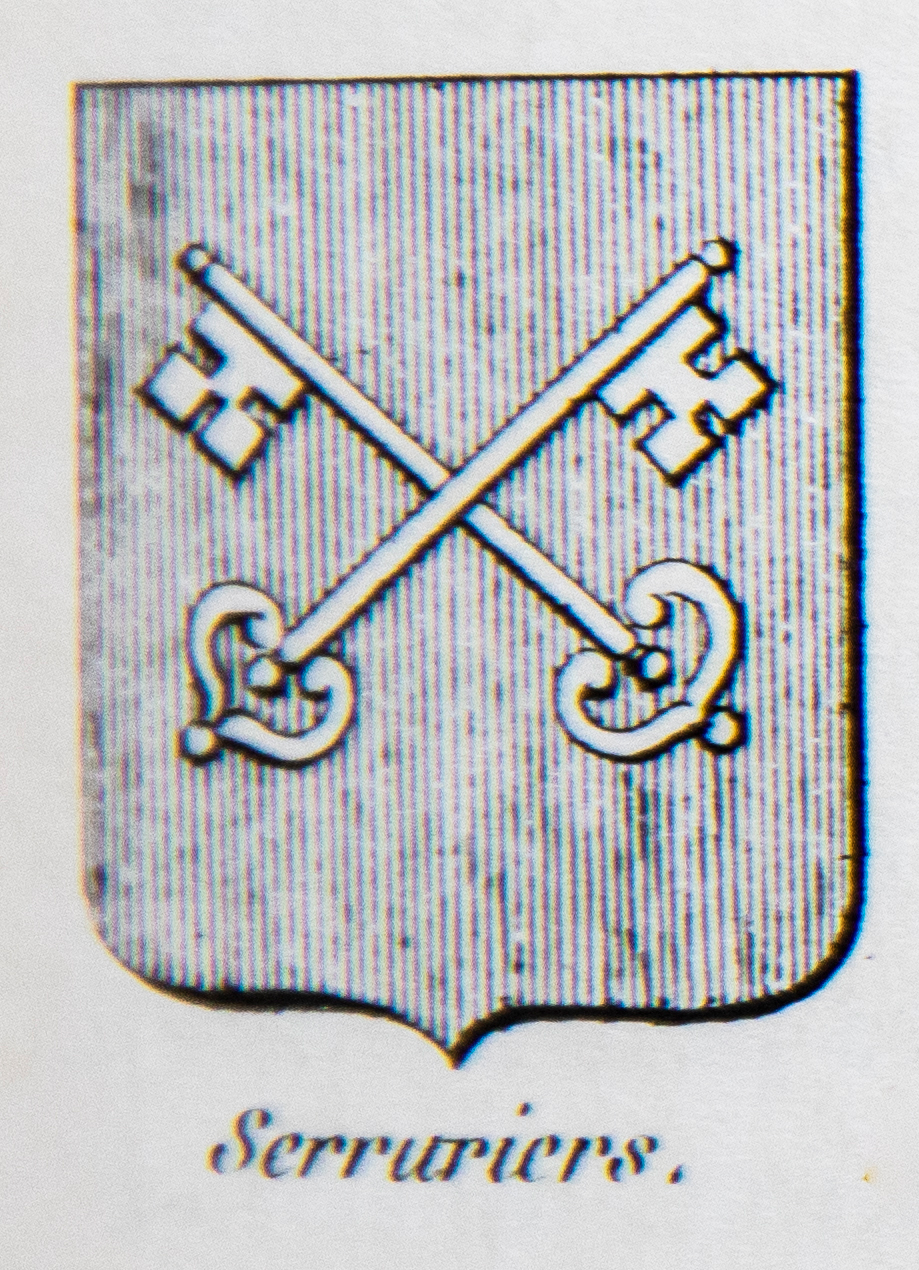
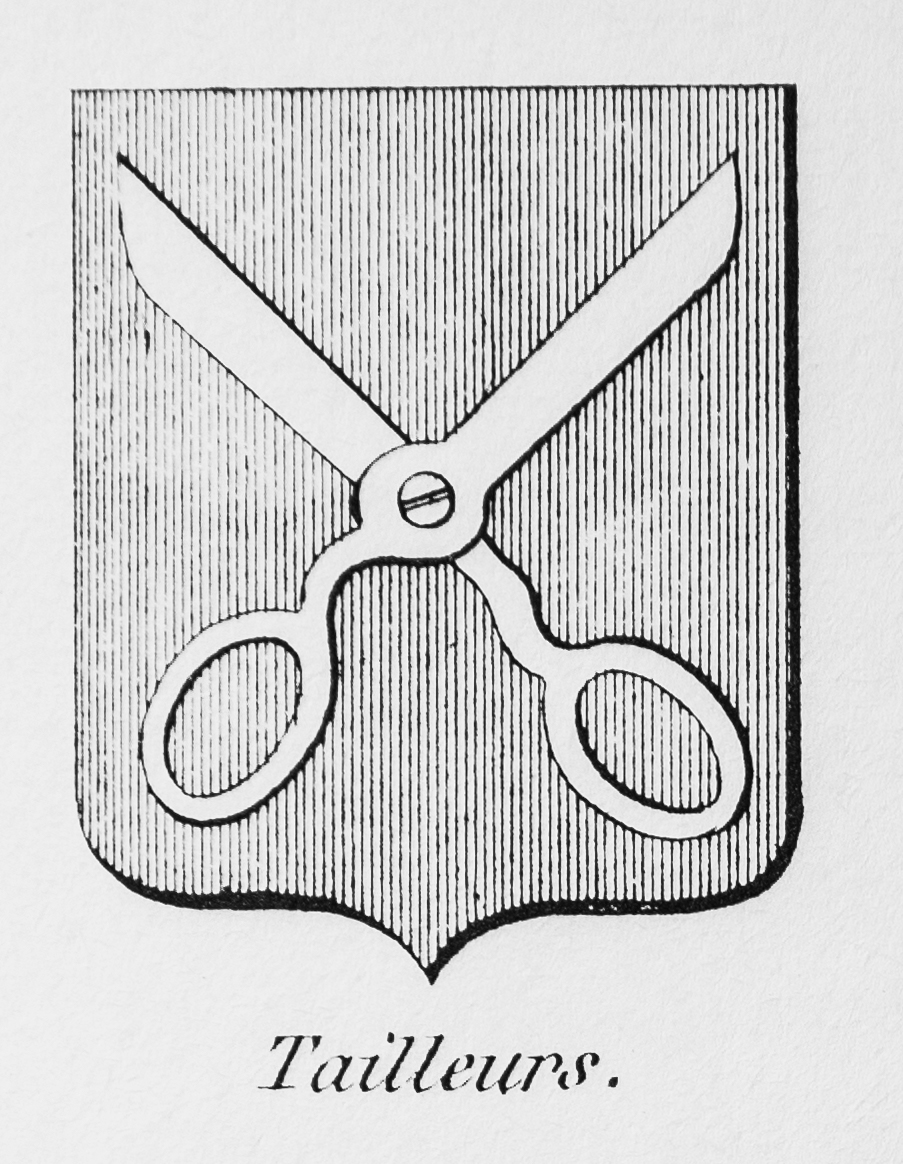
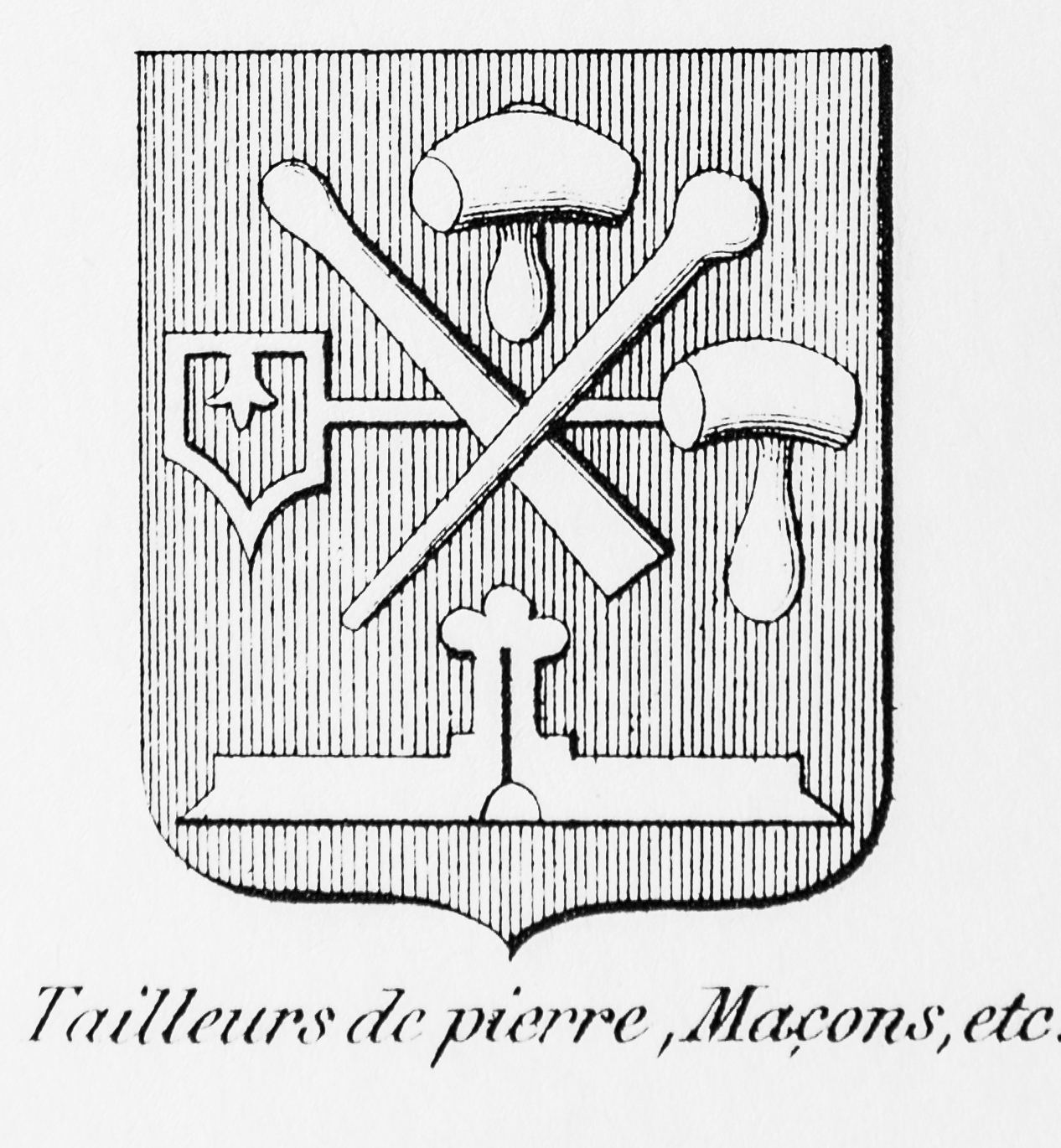
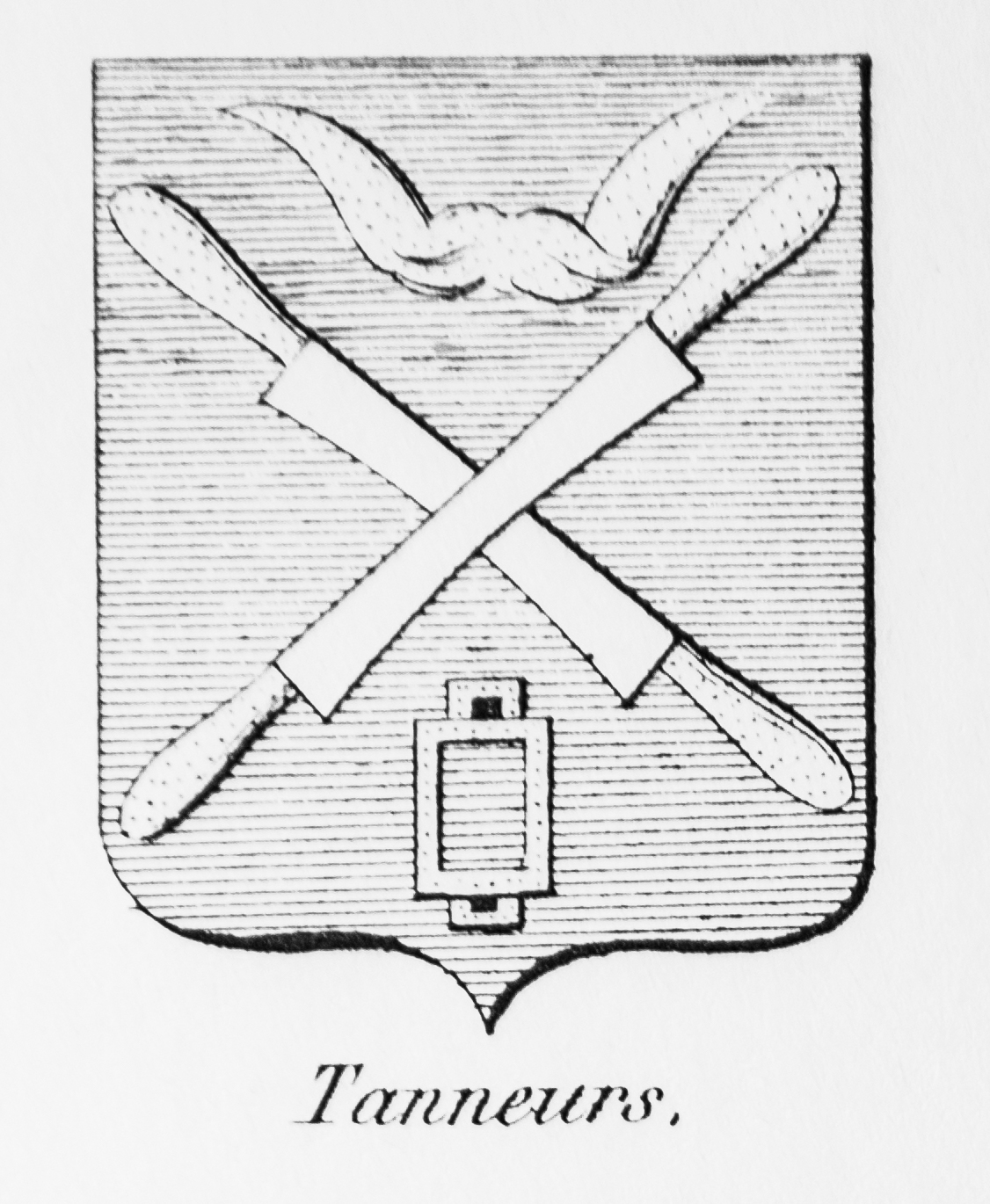
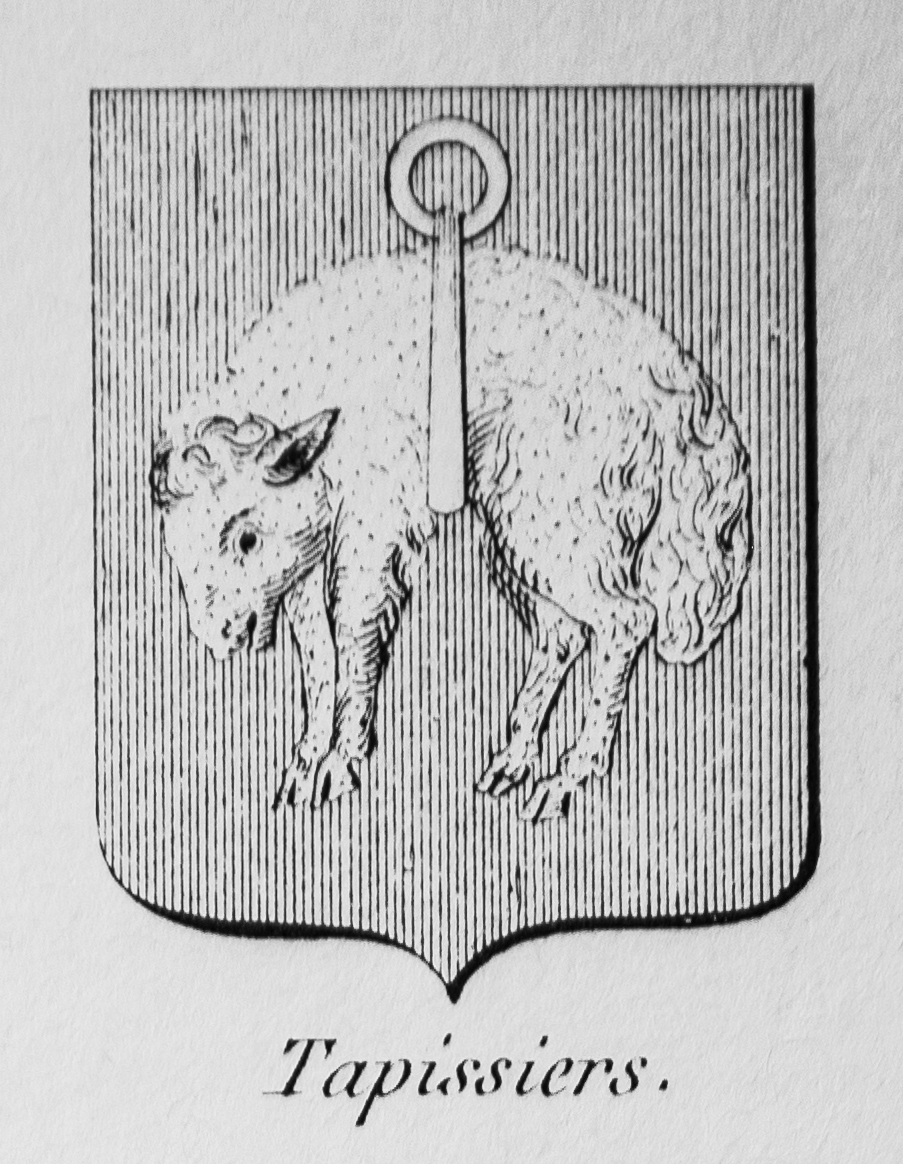
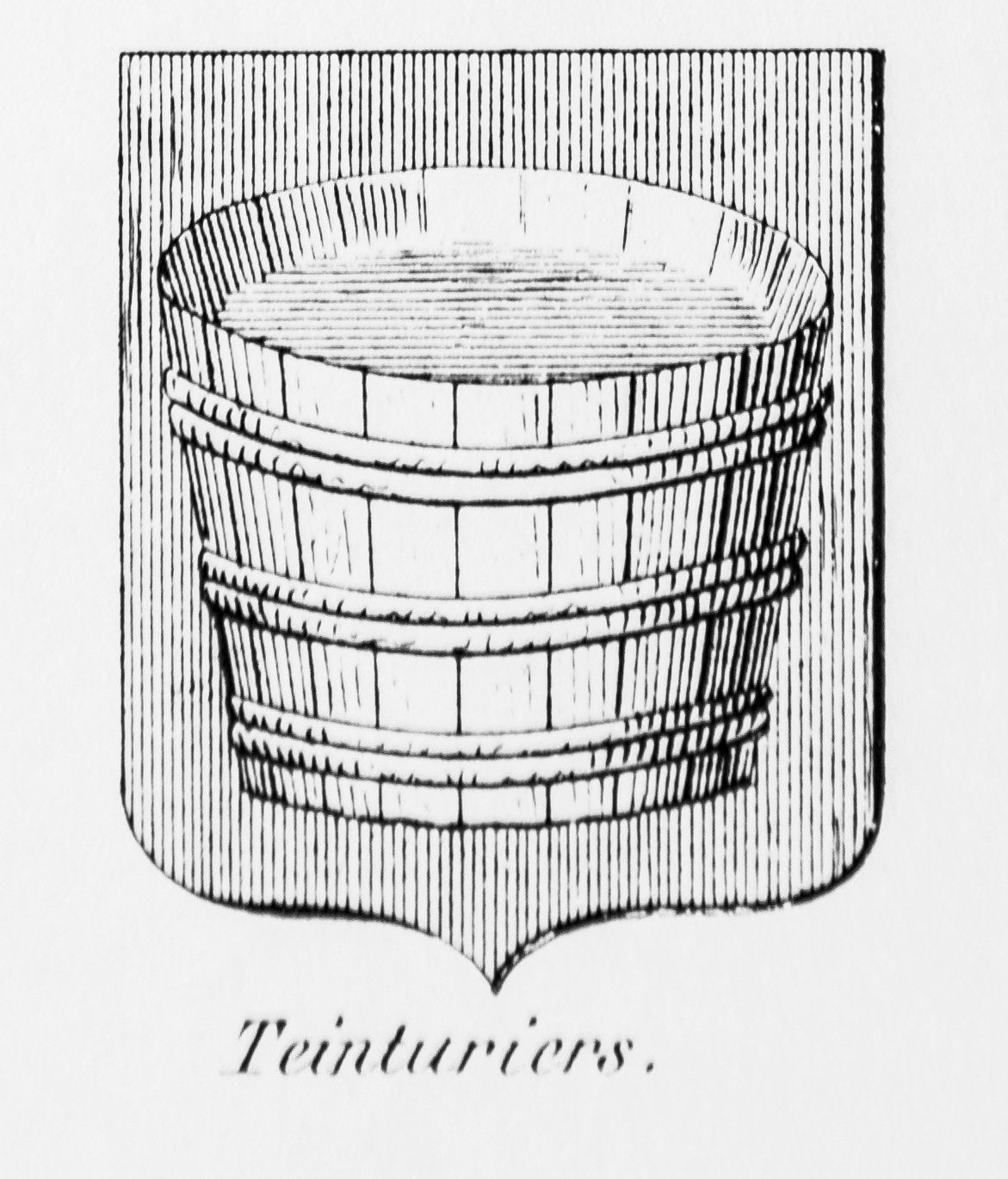
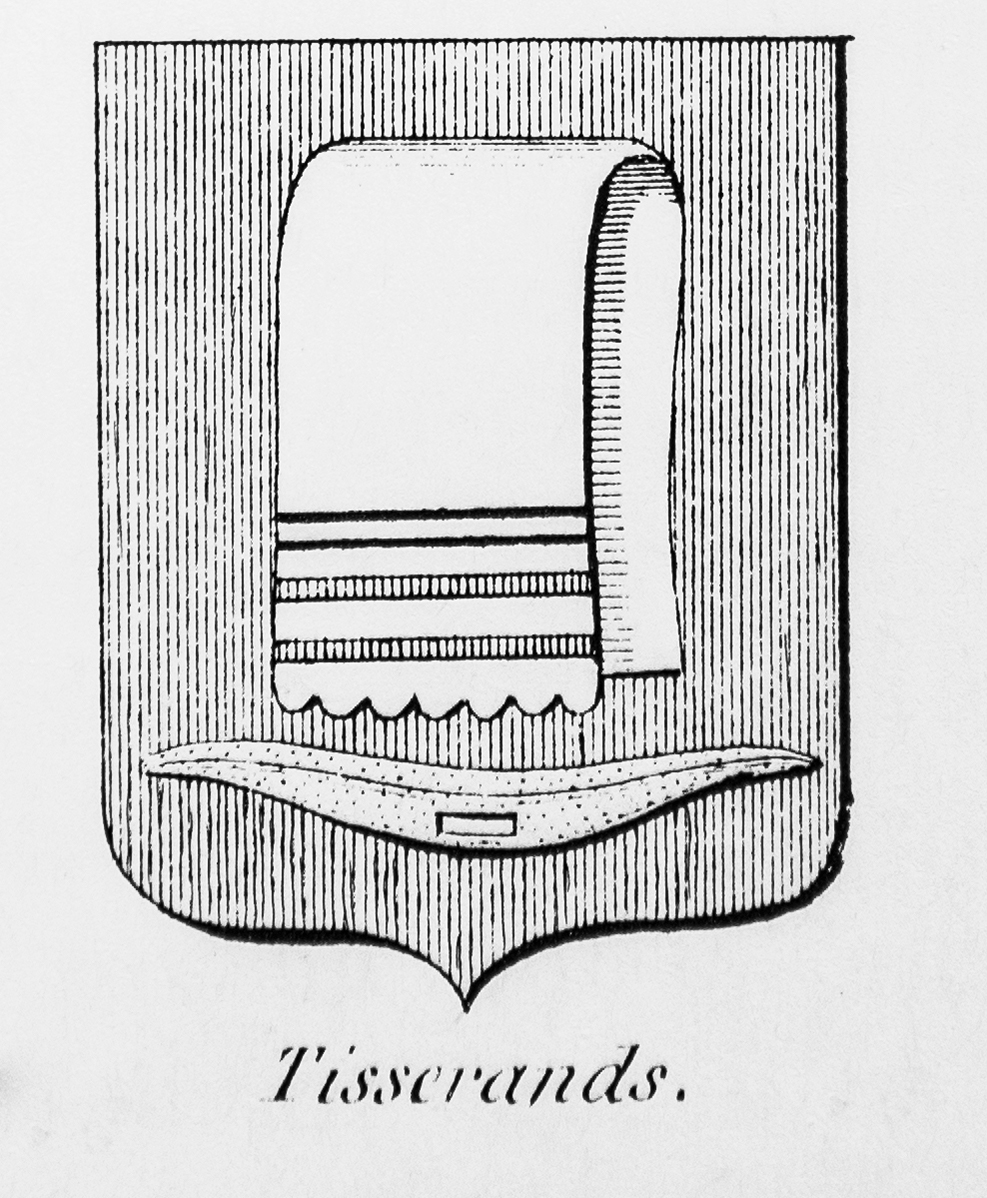
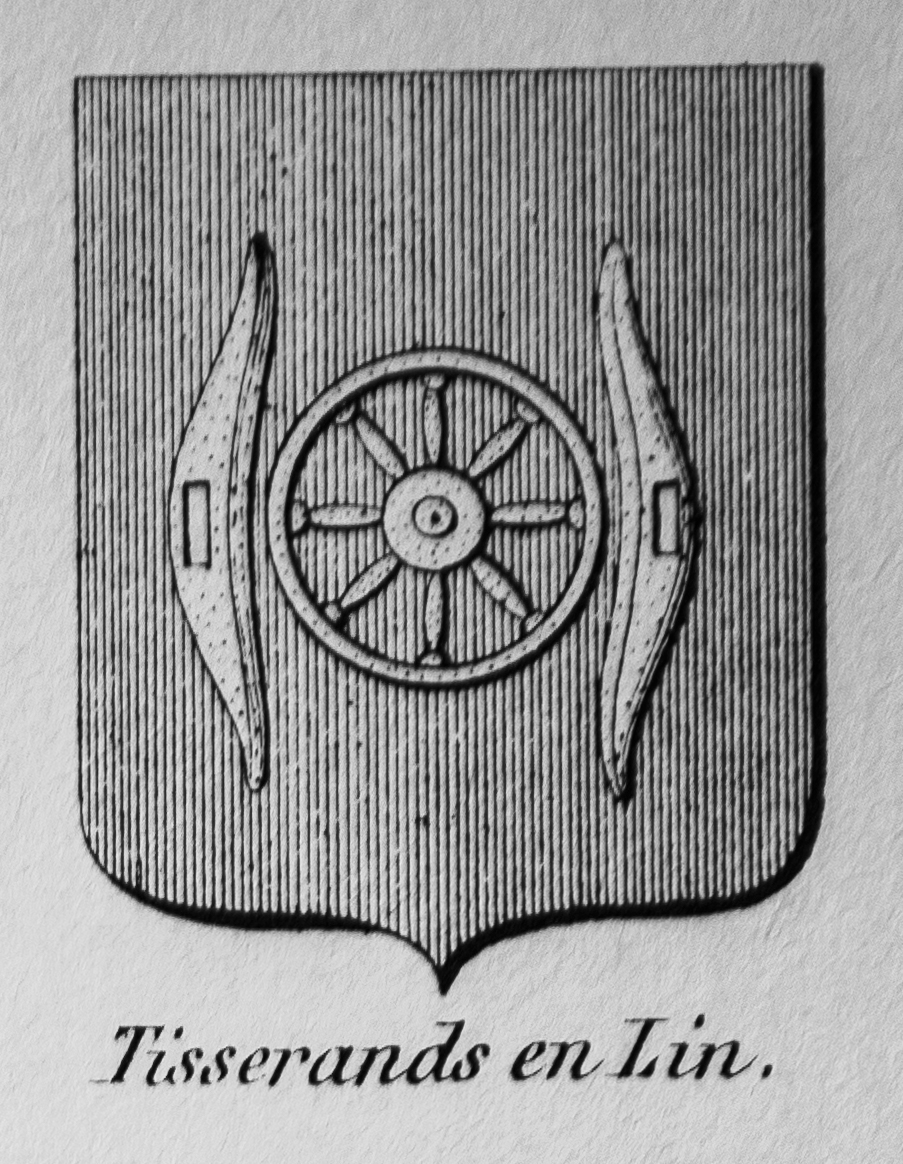
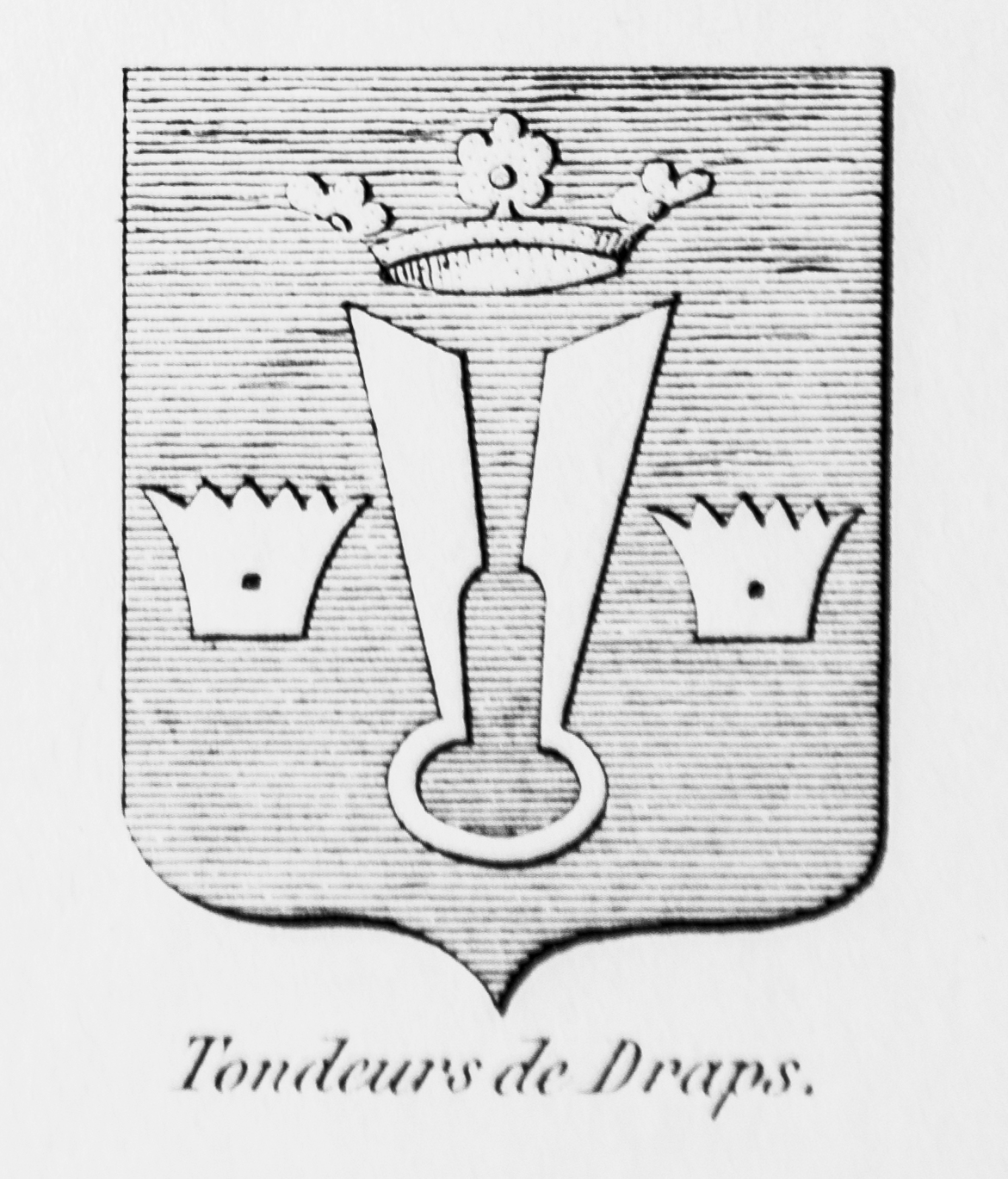
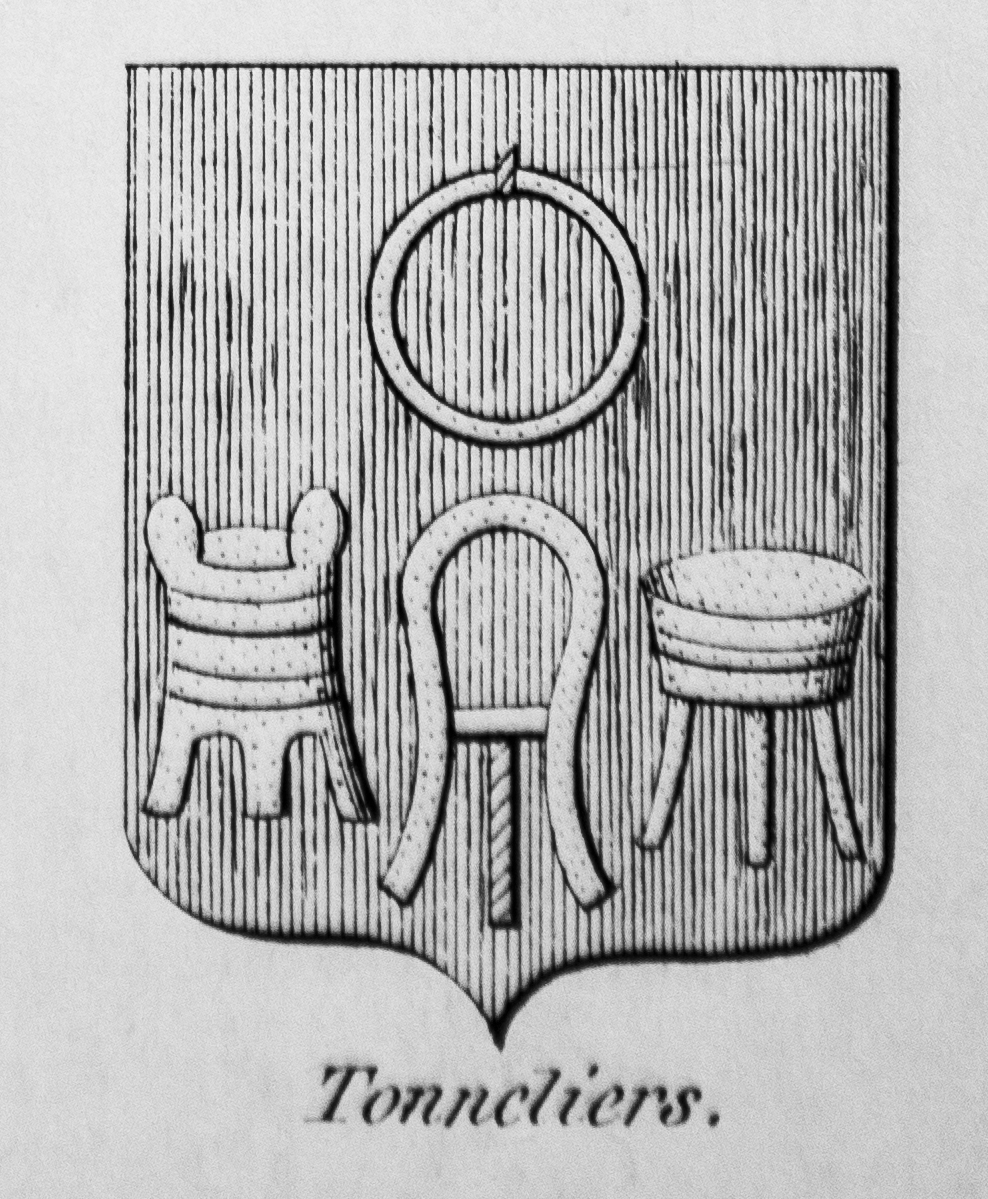
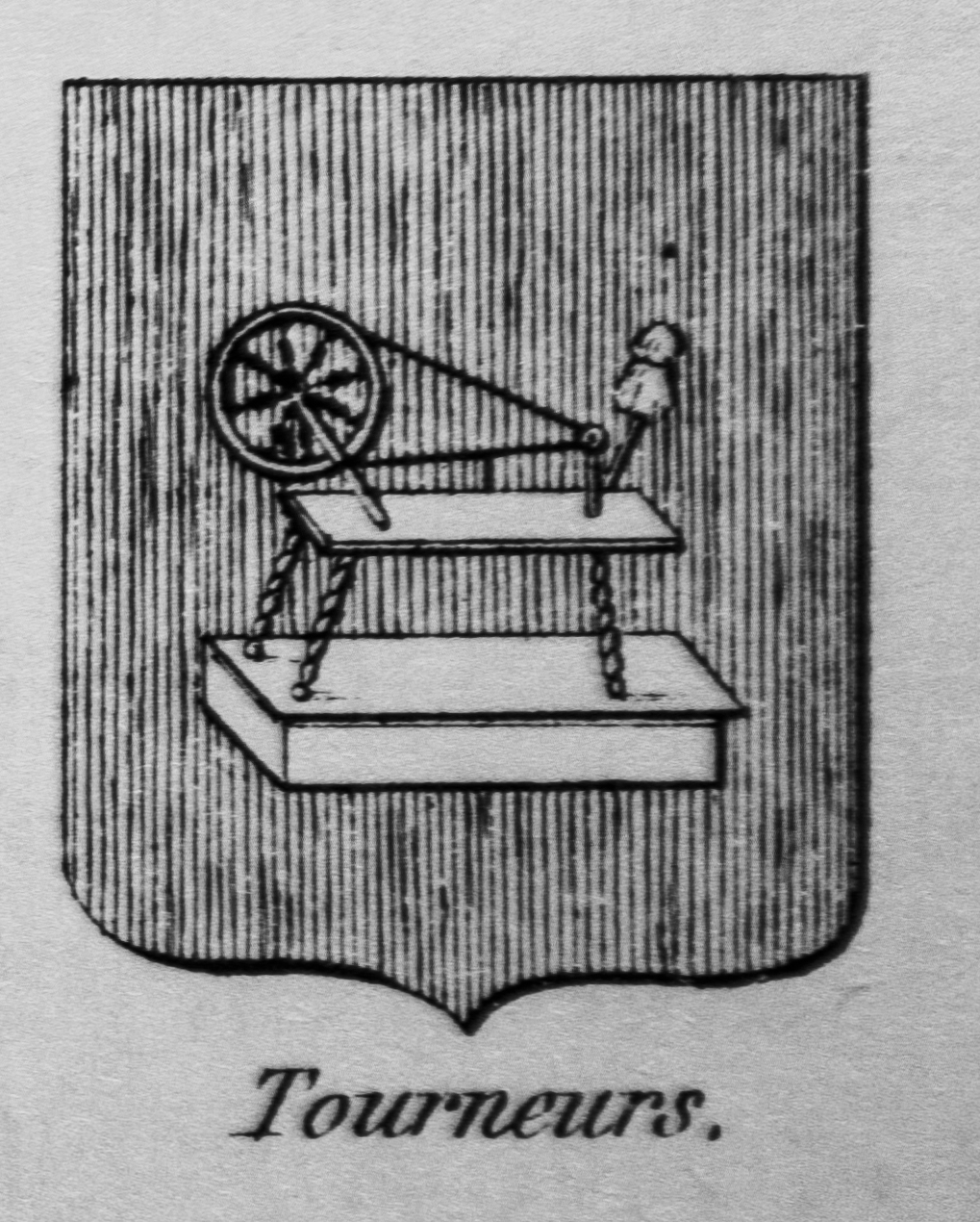
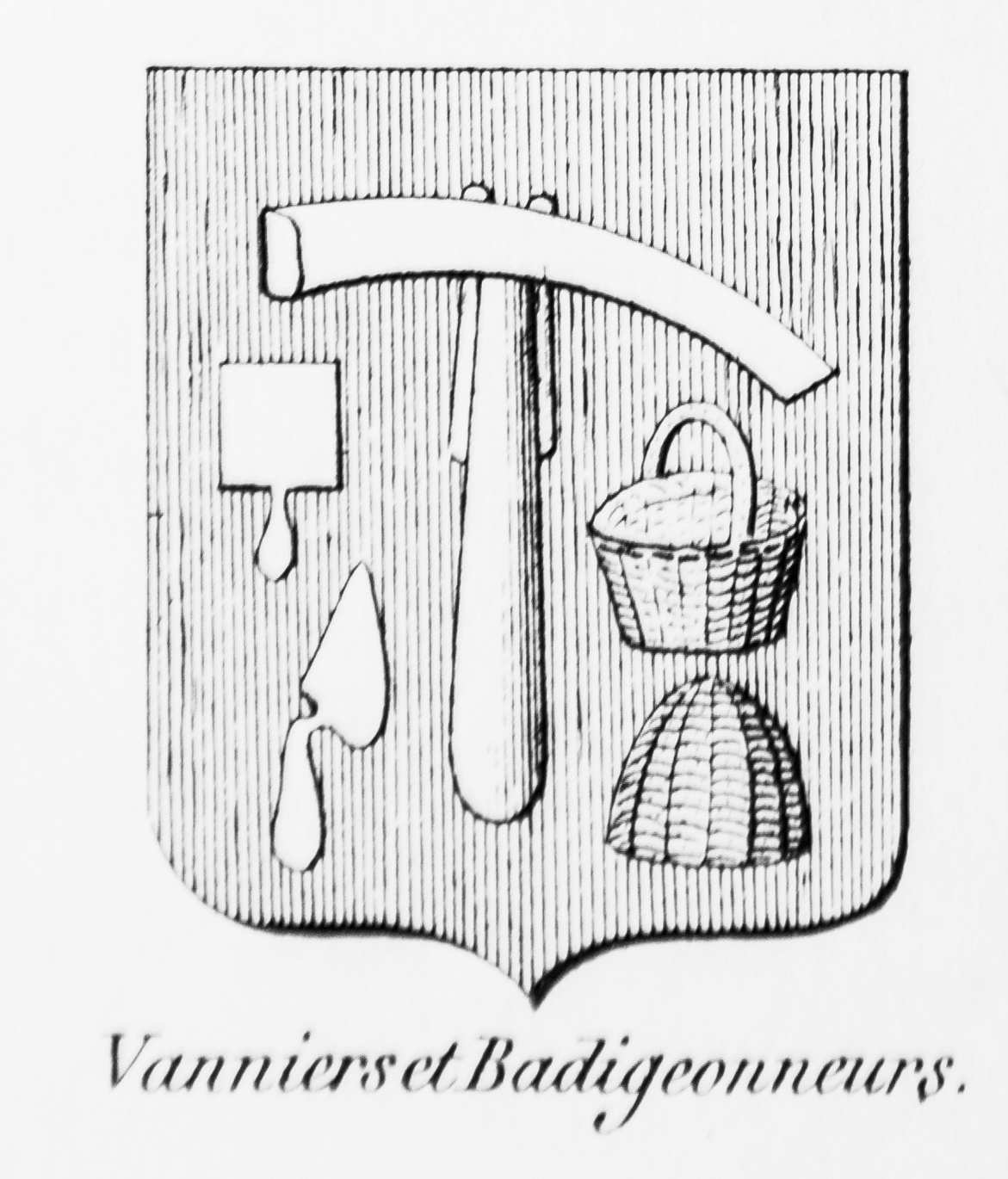